# 夏洛特 (北卡羅來納州)
夏洛特（英語：Charlotte），也譯夏綠蒂，夏綠地，夏律第，或莎樂，是美國北卡羅萊納州最大和全國第16大的城市，位于北卡羅萊納州中南部、靠近與南卡羅萊那州的邊界和皮埃蒙特丘陵地区，是梅克倫堡郡的縣府。夏洛特是美國東南部第二大城市，人数仅次于傑克孫維，也是美国人口增长第三快的大城市。2018年美国普查局估计夏洛特的居民数为872,498人，而根据美国2005-2015普查数据，夏洛特是全国千禧世代移居人數最多的大城市。夏洛特是夏洛特都會區的文化、经济和交通中心，整个夏洛特都會區在2018年的估計裡有人口2,569,213人，列美国第23位。而夏洛特-加斯頓尼亞-索斯貝利綜合統計區（MSA）則在2018年估計裡共有人口2,728,933人。全球化及世界城市研究網絡把夏洛特列为Gamma全球城市。夏洛特不是北卡罗来纳州的首府。
夏洛特是以英國國王喬治三世的妻子夏綠蒂王后而名，也因此得到女王之城（The Queen City）這個暱稱；俄亥俄州辛辛那提和纽约州水牛城同樣也有“女王之城”這個暱稱。美國獨立戰爭時，英軍將領康華利將軍（General Cornwallis）在當地居民激烈抵抗後撤离，他後來稱夏洛特為「叛亂者的黃蜂窩」（a hornet's nest of rebellion）。夏洛特的居民一般被稱為Charlottean（IPA: ˌʃaɹləˈtʰiːən）。
如今的夏洛特是一座高度现代化的工商业城市，是美国重要的金融、贸易和交通运输中心，也是美国东南部地区经济发展速度最快的城市。美国的12家银行，其中包括5家美国最大的银行，在夏洛特市经营银行金融业务。美國銀行、BB&T公司和富国银行集团的美國東岸总部以及其它许多金融机构位于夏洛特，使它从1995年起至今成为美国第二大银行中心。
夏洛特的名胜包括卡羅萊納黑豹、夏洛特黃蜂、魔爪牌能量飲料頂級系列全明星车赛、富國錦標賽、魔爪牌能量飲料頂級系列名人堂、夏洛特芭蕾舞团、夏洛特儿童剧院、卡罗兹游乐园和美国国家白水中心。
夏洛特属副热带湿润气候。它位于卡托巴河以东，北卡羅萊納州最大的人工湖诺曼湖东南。威利湖和芒廷艾兰湖是两个比较靠近市区的较小的人工湖。
夏洛特在《美国新闻与世界报道》2024年发布的“美国最适合居住的城市”中排名第五。

## 歷史

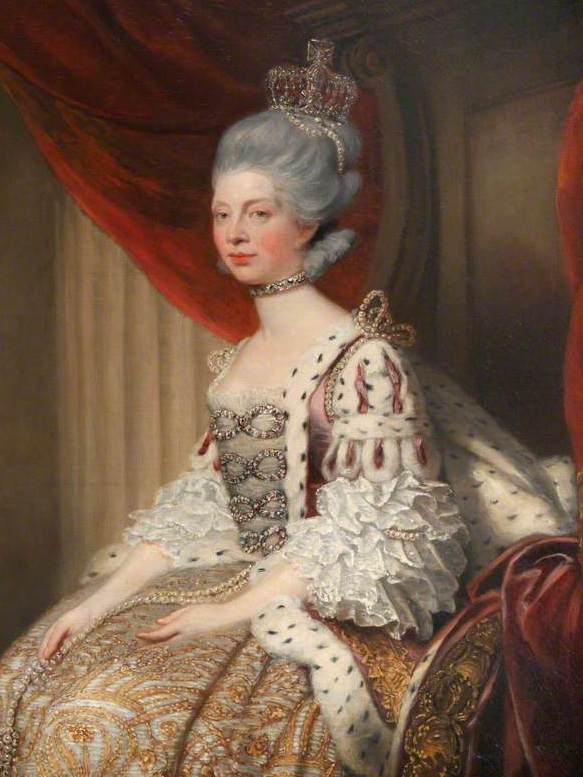
大不列颠王后夏洛特

卡托巴人是已知的最早在梅克倫堡縣定居的北美原住民部落，也是1567年西班牙记录中最早提到的。1759年时半数的卡托巴人已经死于来自欧洲的天花，因为他们对这种对他们来说新的病没有免疫。卡托巴人人数最高时达到上万人，但是到1826年时他们只有110人幸存。
最早奠基夏洛特的欧洲移民是来自北爱尔兰的苏格兰-爱尔兰长老宗新教徒，这些移民的文化在皮埃蒙特南部占主导地位。他们是欧洲移民在这个地区的基础。美國獨立戰爭前也有德国移民定居当地，但是他们的人数要小得多。他们对夏洛特的奠基也起了巨大作用。
一开始今天的梅克倫堡郡属于巴特郡（1696年至1729年），1729年巴特县改名为新漢諾威郡。1734年新漢諾威縣的西部分出为布拉登郡。1750年布拉登縣的西部又分出为安森郡。1762年梅克倫堡縣从安森县中分出。1792年美国独立战争后卡贝勒斯县从梅克倫堡縣分出。
1842年猶尼昂郡从梅克倫堡縣的东南部和安森县的西部分出。所有这些地区过去都属于北卡罗来纳六个大区/军区之一，索尔兹伯里区。
约1755年欧洲移民在今天夏洛特的地方定居。最早一个叫托马斯·斯普莱特的人和他全家在今天的伊丽莎白区住下。美国总统詹姆斯·诺克斯·波尔克的曾叔托马斯·波尔克后来和斯普莱特的女儿结婚，他的房子造在亞德金河和卡托巴河之间两条原住民商道交叉口上。两条商道中的一条南北走向，另一条东西走向，是今天市内的贸易街。
夏洛特的昵称是“王后城”，和它所在的县一样它是以德国公主梅克伦堡-施特雷利茨的夏洛特命名的。1761年梅克伦堡-施特雷利茨的夏洛特成为大不列颠王后。7年后，1768年成为城市。夏洛特的另一个昵称来自美国独立战争时期，英国指挥官第一代康沃利斯侯爵查爾斯·康沃利斯占领夏洛特后又被市内的敌对居民驱逐。他写道“夏洛特是一个叛乱者胡蜂窝”。这样“胡蜂窝”就成为夏洛特的昵称了。
从波尔克定居起，在短短的十年里这个地区发展城“夏洛特镇”。1768年它正式成为一个城市。两条商道交叉的地方发展成夏洛特上城。1770年测量员为未来城市规划把街道预先定成方格格式。东西走向的商道成为今天的贸易街，南北走向的商道则成为今天的特里昂街，它是以北卡罗莱纳殖民时期的总督威廉·特里昂命名的。两条街的交叉点今天被简称为“贸易和特里昂”，或者“广场”，其官方名称是“独立广场”。
1772年威廉·摩爾特里勘测卡罗莱纳的边界时他路过夏洛特，他写道当地的五六座房子“用木头很专业地建成”。
1775年当地领导人聚集在一起签署梅克伦堡决议，也被称为梅克伦堡自由宣言。这个宣言虽然不真正是一个宣布从英国统治独立的宣言，但是它是类似宣言中最早的之一，这些宣言最后导致了美國革命。每年5月20日是传统决议签署的周日，夏洛特在独立广场上举办纪念活动，其中包括开枪和放炮致意。北卡羅萊納州州旗和州徽上也有这个日期。

### 美国独立后
夏洛特传统地被看作是南部长老宗的故乡，但是在19世纪里市内建造了许多教堂，除长老宗外还有浸礼宗、循道宗、美国圣公会、信義宗和天主教会的教堂，给夏洛特带来“教堂之城”的称呼。
1799年，一名12岁的少年康拉德·里德找到一块17磅重的石块，他的家人用它做门挡。三年后一名首饰商发现这块石头几乎完全是金，他付了微不足道的3.50美元买下这块石头。最早在美国记录到的金的发现导致美国第一股淘金潮。19世纪和20世纪在当地发现了多股金矿脉，导致1837年设立夏洛特铸币局。虽然后来淘金潮的开采量比夏洛特多得多，但是到1848年内华达金發現为止北卡罗莱纳是美国的主要金产地。
今天还有人在当地的溪河里淘金。里德金矿一直运行到1912年。1861年南北战争中联盟军占领夏洛特时夏洛特铸币局才停工。战后铸币局没有复工，今天它搬到另一建筑，称为铸币局博物馆。
战后夏洛特第一次快速发展，它成为一个棉花加工中心和铁路枢纽。1880年市内人口升高到7084人。
1910年夏洛特的人口超过威尔明顿成为北卡罗莱纳最大的城市。

### 从第一次世界大战到今天
第一次世界大战中美国政府在夏洛特今天的威尔金森大街以北设立了格里恩军营，使得夏洛特的人口再次增高。战后许多士兵和军队供给商留在夏洛特，推动当地的城市化，最后导致夏洛特超越皮埃蒙特山脊上的许多老城。1920年人口普查时夏洛特只是北卡罗莱纳第二大城市，威尔明顿有48395名居民，比夏洛特多两千人。数年后夏洛特超过威尔明顿。
1970和1980年代里夏洛特的银行业发展迅速，使得它成为一个今天的银行业都市。当时在投资者休·麦科尔的领导下北卡罗莱纳州国家银行通过气势汹汹的合并策略收购合并形成美国银行。第一联合公司，2001年改名为美联银行，体验了类似的迅速扩张，2008年被基于旧金山的富国银行集团收购。以所控制的财产作为比较基础夏洛特成为继纽约后美国第二大银行总部。
1989年9月22日飓风雨果经过夏洛特。飓风中持续风速达每小时110千米，阵风风速达140千米，导致巨大损害。八万颗树被毁，市内大多数地区停电。一些居民数星期没有电，学校关闭一个多星期，清理工作持续数月。夏洛特离海岸320千米，对这样的飓风毫无准备，一般在飓风时期南北卡罗莱纳的海岸居民到夏洛特来避难。
2002年12月夏洛特和北卡罗莱纳中部遭受一场冰暴，导致130万多人停电。在这个异常寒冷的12月里许多人好几个星期没有电。市内许多豆梨树被冰压得裂开。
2015年8月和2016年月警察枪杀两名黑人后夏洛特市内爆发维持数日的抗议。

## 地理
根据美国普查局数据夏洛特总面积799平方公里，其中陆地面积794平方公里，水域面积5.2平方公里，高229公尺。卡罗莱纳皮埃蒙特丘陵梅克伦堡县的大多数地方是夏洛特市的市区。夏洛特的市中心位于两条小溪之间的一条长长的高地上。这道高地是过去金矿的废渣堆积起来的。
虽然卡托巴河及其湖泊离夏洛特只有数英里远，市中心缺乏大的水域或者其它地理特征。因此不像其它类似大的城市那样夏洛特的发展与水道和港口无关。因此夏洛特逐渐成为一个高速公路、铁路和空运枢纽。

### 市容

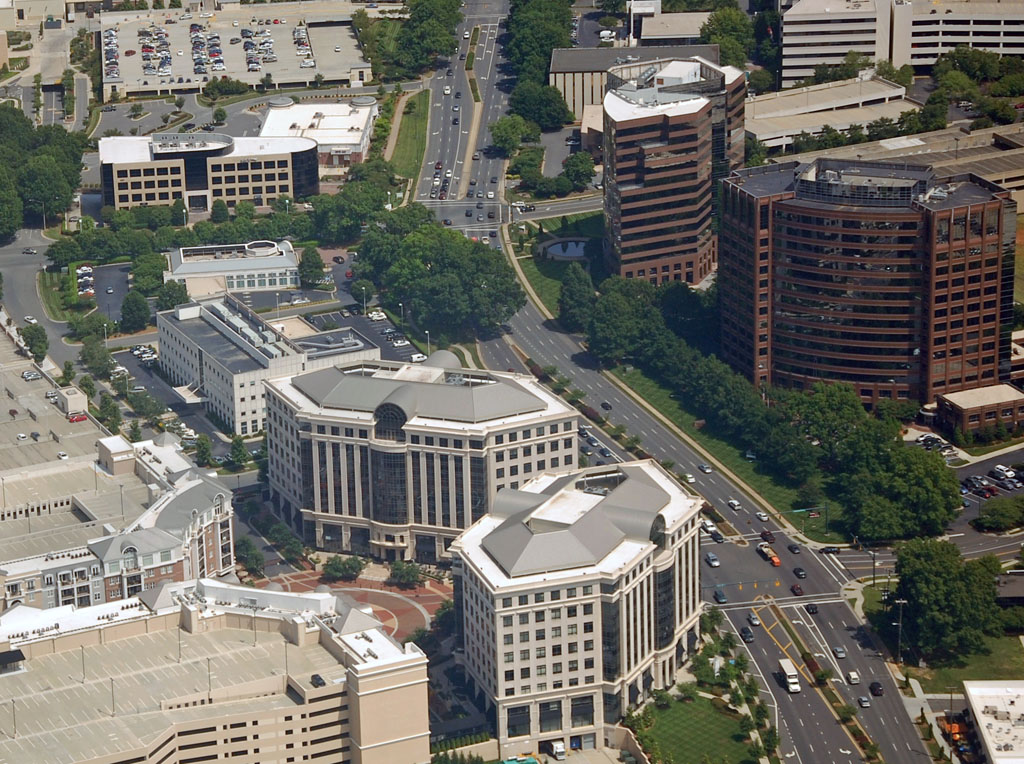
夏洛特的南公园街坊

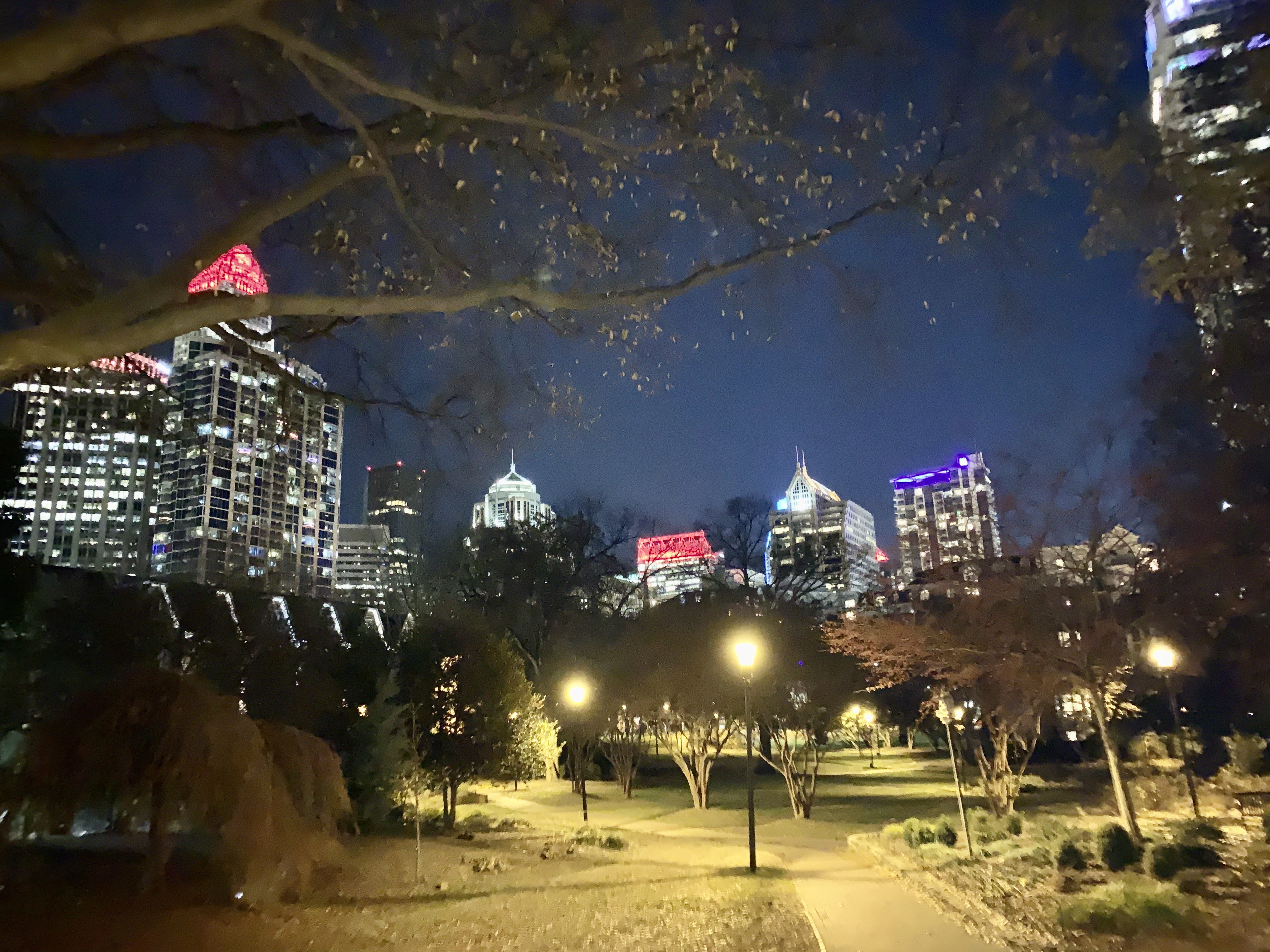
第四卫夜景

从夏洛特上城199个街坊向各个方向辐射蔓延。比德维尔是一开始是夏洛特非裔美国人社群的中心，位于上城的西边，它从约翰逊·史密斯大学一直延申到机场。中心大街以北和广场以东是米德伍德广场街坊，它以其国际性居民著称，这里的人来自东欧、希腊、美国中东部和拉丁美洲。北特里昂和雪噶克里克地区有一些亚裔社群。上城北侧的诺达街坊是一座新兴的艺术和娱乐中心区。迈尔斯公园、狄尔沃斯和伊斯托弗有一些夏洛特最老和最大的房子和林荫大道，自由公园就在附近。
南公园街坊提供购物、饮食和多家庭公寓。远南大街有一个大的西班牙裔社群。北卡羅來納大學夏洛特分校的许多学生、科学家和相关的工作人员住在夏洛特东北的大学城。
南夏洛特的巨大地区里有高尔夫球社群、豪宅、教堂、犹太教社群中心和私费学校。由于梅克伦堡县内未开发面积越来越少许多这些社群扩展到威林顿、瓦克斯霍和猶尼昂縣。夏洛特南部的巴兰泰因街坊和几乎所有沿485号州际公路的地区在过去十年里都发展迅速。
尤其1980年代后夏洛特上城有许多重大建筑工程，其中包括美国银行、富国银行、赫斯特国际集团、杜克能源的大楼、多个酒店和众多公寓建筑。

### 绿地

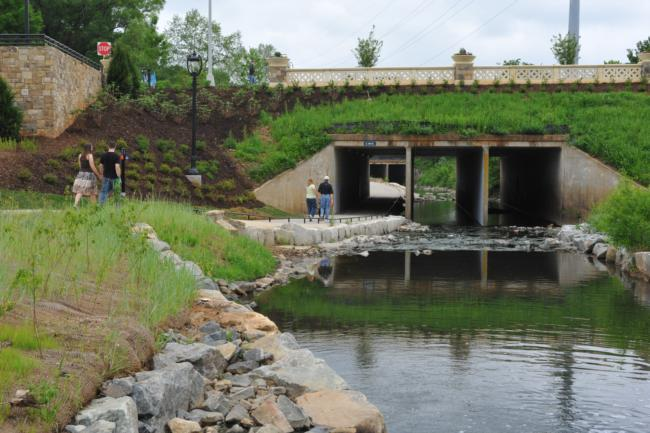
小糖溪绿道上E4街的桥

南公园地区附近的帕克路公园面积120英亩，是一个显著的地标。公园里有八个篮球场、两个滑板马蹄坑、六个棒球场、五个野餐场地、排球场、游戏场地、小径、网球场和一座11英亩大的湖。夏洛特-梅克伦堡县公园和休闲局在公园里管理36个网球设施和12个有照明设施的网球设施。
2012年小糖溪绿道的市内段完成。这段绿道的建筑受圣安东尼奥河步行道影响，与夏洛特众多市内公园系统结合在一起。梅克伦堡县公园和休闲局绿道设计师格温·库克称之为“一个巨大里程碑”。不过小糖溪绿道和圣安东尼奥河步行道没有直接联系。在雷雨或者大雨期间小糖溪绿道容易被淹没。绿道的建成共花费4300万美元并导致一定的争议，因为一些当地的小店被强迫征收。
从1990年代开始夏洛特市和梅克伦堡县收购容易被水淹的房屋。通过自愿购买700户房屋夏洛特在市内建成了200英亩开放地区，这些地可以在大水时被淹没，从而估计节省2800万美元水灾损失以及紧急营救费用。

### 气候和环境
夏洛特属典型的副热带湿润气候，四季分明，气温变化相对和缓，全年降水分配均匀，代表美国东南部内陆地区的气候。冬季温和，微潮，时而偏向温暖，日最高气温低于或等于0 °C（32 °F）的平均日数为1.2天，日最低气温低于或等于0 °C（32 °F）的平均日数为58天，低于−5 °C（23 °F）的平均日数为15天；夏季相对炎热潮湿，日最高气温超过30 °C（86 °F）的日数年均有89天，超过35 °C（95 °F）的有13天。最冷月（1月）均温5.6 °C（42.1 °F），极端最低气温−21 °C（−5 °F），共出现过三次（上次出现于1985年1月21日）。最热月（7月）均温26.7 °C（80.1 °F），极端最高气温40 °C（104 °F），共出现过六次（上次出现于2012年6月29日至7月1日）。极端最冷日高温为−10 °C（14 °F），出现于1899年2月12日到13日间，极端最热日低温为28 °C（82 °F），出现于1881年8月13日。无霜期平均为217天（3月28日至11月1日）。年均降水量约1,110（43.6英寸），年极端最少降水量为666（26.23英寸）（2001年），最多为1,749（68.84英寸）（1884年）。10月是最干燥的月份，平均降水量为80（3.16英寸）。
从墨西哥湾向西北涌入的亚热带湿润气流在抵达东海岸后直接竞购夏洛特，因此夏洛特雨水充足，但是也有许多阳光明媚的晴天。总的来说春季降水量大于秋季。夏洛特的平均年降水量为1060毫米，夏季少许湿润些，但是总的来说终年降水量相当平衡。年均降雪量为8.9（3.5英寸），主要在1月和2月，很少在12月或3月，经常是混合雨水的冰暴。这些冰暴对当地有很强的影响，它们经常这段树干，使得树枝倒到电线上，或者伤害开车的人。但许多冬季的积累降雪量微少以致难以测量，1959–60年的降雪量最多，积累降雪量为57（22.6英寸），2011年到12年降雪量最少，几乎没有。4月偶尔会有降雪，最后一次是在2019年4月2日。
| 北卡州夏洛特（夏洛特道格拉斯国际机场），1991–2020年正常值，1878至今极端数据                                                              | 北卡州夏洛特（夏洛特道格拉斯国际机场），1991–2020年正常值，1878至今极端数据 | 北卡州夏洛特（夏洛特道格拉斯国际机场），1991–2020年正常值，1878至今极端数据 | 北卡州夏洛特（夏洛特道格拉斯国际机场），1991–2020年正常值，1878至今极端数据 | 北卡州夏洛特（夏洛特道格拉斯国际机场），1991–2020年正常值，1878至今极端数据 | 北卡州夏洛特（夏洛特道格拉斯国际机场），1991–2020年正常值，1878至今极端数据 | 北卡州夏洛特（夏洛特道格拉斯国际机场），1991–2020年正常值，1878至今极端数据 | 北卡州夏洛特（夏洛特道格拉斯国际机场），1991–2020年正常值，1878至今极端数据 | 北卡州夏洛特（夏洛特道格拉斯国际机场），1991–2020年正常值，1878至今极端数据 | 北卡州夏洛特（夏洛特道格拉斯国际机场），1991–2020年正常值，1878至今极端数据 | 北卡州夏洛特（夏洛特道格拉斯国际机场），1991–2020年正常值，1878至今极端数据 | 北卡州夏洛特（夏洛特道格拉斯国际机场），1991–2020年正常值，1878至今极端数据 | 北卡州夏洛特（夏洛特道格拉斯国际机场），1991–2020年正常值，1878至今极端数据 | 北卡州夏洛特（夏洛特道格拉斯国际机场），1991–2020年正常值，1878至今极端数据 |
| 月份 | 1月                                                                         | 2月                                                                         | 3月                                                                         | 4月                                                                         | 5月                                                                         | 6月                                                                         | 7月                                                                         | 8月                                                                         | 9月                                                                         | 10月                                                                        | 11月                                                                        | 12月                                                                        | 全年                                                                        |
| --- | --------------------------------------------------------------------------- | --------------------------------------------------------------------------- | --------------------------------------------------------------------------- | --------------------------------------------------------------------------- | --------------------------------------------------------------------------- | --------------------------------------------------------------------------- | --------------------------------------------------------------------------- | --------------------------------------------------------------------------- | --------------------------------------------------------------------------- | --------------------------------------------------------------------------- | --------------------------------------------------------------------------- | --------------------------------------------------------------------------- | --------------------------------------------------------------------------- |
| 历史最高温 °C（°F） | 26 (79)                                                                     | 28 (82)                                                                     | 33 (91)                                                                     | 36 (96)                                                                     | 37 (98)                                                                     | 40 (104)                                                                    | 40 (104)                                                                    | 40 (104)                                                                    | 40 (104)                                                                    | 37 (99)                                                                     | 29 (85)                                                                     | 27 (80)                                                                     | 40 (104)                                                                    |
| 平均最高温 °C（°F） | 21.4 (70.6)                                                                 | 23.1 (73.6)                                                                 | 27.6 (81.6)                                                                 | 29.9 (85.9)                                                                 | 32.4 (90.4)                                                                 | 34.8 (94.7)                                                                 | 36.1 (97.0)                                                                 | 35.6 (96.1)                                                                 | 33.3 (92.0)                                                                 | 29.8 (85.6)                                                                 | 25.4 (77.8)                                                                 | 21.8 (71.2)                                                                 | 36.7 (98.0)                                                                 |
| 平均高温 °C（°F） | 11.3 (52.3)                                                                 | 13.7 (56.6)                                                                 | 17.9 (64.2)                                                                 | 22.9 (73.2)                                                                 | 26.7 (80.1)                                                                 | 30.5 (86.9)                                                                 | 32.4 (90.3)                                                                 | 31.4 (88.6)                                                                 | 28.2 (82.8)                                                                 | 22.9 (73.3)                                                                 | 17.2 (62.9)                                                                 | 12.7 (54.9)                                                                 | 22.3 (72.2)                                                                 |
| 平均低温 °C（°F） | −0.1 (31.8)                                                                 | 1.6 (34.9)                                                                  | 5.1 (41.2)                                                                  | 9.5 (49.1)                                                                  | 14.4 (58.0)                                                                 | 19.0 (66.2)                                                                 | 21.1 (69.9)                                                                 | 20.4 (68.7)                                                                 | 17.0 (62.6)                                                                 | 10.2 (50.4)                                                                 | 4.3 (39.8)                                                                  | 1.4 (34.5)                                                                  | 10.3 (50.6)                                                                 |
| 平均最低温 °C（°F） | −9.6 (14.8)                                                                 | −7.1 (19.3)                                                                 | −4.6 (23.7)                                                                 | 0.5 (32.9)                                                                  | 6.3 (43.3)                                                                  | 13.1 (55.5)                                                                 | 16.8 (62.2)                                                                 | 15.6 (60.0)                                                                 | 9.9 (49.8)                                                                  | 1.1 (33.9)                                                                  | −4.6 (23.8)                                                                 | −6.9 (19.6)                                                                 | −10.8 (12.6)                                                                |
| 历史最低温 °C（°F） | −21 (−5)                                                                    | −21 (−5)                                                                    | −16 (4)                                                                     | −6 (21)                                                                     | 0 (32)                                                                      | 7 (45)                                                                      | 12 (53)                                                                     | 10 (50)                                                                     | 3 (38)                                                                      | −4 (24)                                                                     | −12 (11)                                                                    | −21 (−5)                                                                    | −21 (−5)                                                                    |
| 平均降水量 mm（） | 89 (3.49)                                                                   | 80 (3.13)                                                                   | 100 (3.95)                                                                  | 98 (3.84)                                                                   | 85 (3.36)                                                                   | 101 (3.99)                                                                  | 95 (3.74)                                                                   | 110 (4.35)                                                                  | 94 (3.71)                                                                   | 80 (3.16)                                                                   | 84 (3.31)                                                                   | 91 (3.57)                                                                   | 1,107 (43.60)                                                               |
| 平均降雪量 cm（） | 4.1 (1.6)                                                                   | 2.8 (1.1)                                                                   | 0.76 (0.3)                                                                  | 0.0 (0.0)                                                                   | 0.0 (0.0)                                                                   | 0.0 (0.0)                                                                   | 0.0 (0.0)                                                                   | 0.0 (0.0)                                                                   | 0.0 (0.0)                                                                   | 0.0 (0.0)                                                                   | 0.25 (0.1)                                                                  | 1.0 (0.4)                                                                   | 8.9 (3.5)                                                                   |
| 平均降水天数（≥ 0.01 in） | 10.3                                                                        | 9.7                                                                         | 10.2                                                                        | 9.0                                                                         | 9.5                                                                         | 10.6                                                                        | 10.5                                                                        | 10.1                                                                        | 7.7                                                                         | 7.1                                                                         | 8.1                                                                         | 9.6                                                                         | 112.4                                                                       |
| 平均降雪天数（≥ 0.1 in） | 0.9                                                                         | 0.5                                                                         | 0.2                                                                         | 0.0                                                                         | 0.0                                                                         | 0.0                                                                         | 0.0                                                                         | 0.0                                                                         | 0.0                                                                         | 0.0                                                                         | 0.0                                                                         | 0.3                                                                         | 1.9                                                                         |
| 平均相對濕度（％） | 66                                                                          | 62                                                                          | 61                                                                          | 59                                                                          | 67                                                                          | 69                                                                          | 71                                                                          | 73                                                                          | 73                                                                          | 70                                                                          | 68                                                                          | 67                                                                          | 67                                                                          |
| 月均日照時數 | 173.3                                                                       | 180.3                                                                       | 234.8                                                                       | 269.6                                                                       | 292.1                                                                       | 289.2                                                                       | 290.0                                                                       | 272.9                                                                       | 241.4                                                                       | 230.5                                                                       | 178.4                                                                       | 168.5                                                                       | 2,821                                                                       |
| 可照百分比 | 55                                                                          | 59                                                                          | 63                                                                          | 69                                                                          | 67                                                                          | 66                                                                          | 66                                                                          | 65                                                                          | 65                                                                          | 66                                                                          | 58                                                                          | 55                                                                          | 63                                                                          |
| 来源：NOAA（1981–2010年相对湿度；1961–1990年日照） 夏洛特国际交换站，1878年10月–1948年8月在市中心，1948年9月起在夏洛特道格拉斯国际机场。 |                                                                             |                                                                             |                                                                             |                                                                             |                                                                             |                                                                             |                                                                             |                                                                             |                                                                             |                                                                             |                                                                             |                                                                             |                                                                             |

## 居民
| 调查年     | 人口    | 备注   | %±     |
| ---------- | ------- | ------ | ------ |
| 1850       | 1,065   |        | —      |
| 1860       | 2,265   |        | 112.7% |
| 1870       | 4,473   |        | 97.5%  |
| 1880       | 7,094   |        | 58.6%  |
| 1890       | 11,557  |        | 62.9%  |
| 1900       | 18,091  |        | 56.5%  |
| 1910       | 34,014  |        | 88.0%  |
| 1920       | 46,338  |        | 36.2%  |
| 1930       | 82,675  |        | 78.4%  |
| 1940       | 100,899 |        | 22.0%  |
| 1950       | 134,042 |        | 32.8%  |
| 1960       | 201,564 |        | 50.4%  |
| 1970       | 241,420 |        | 19.8%  |
| 1980       | 315,474 |        | 30.7%  |
| 1990       | 395,934 |        | 25.5%  |
| 2000       | 540,828 |        | 36.6%  |
| 2010       | 731,424 |        | 35.2%  |
| 2018年估计 | 872,498 | [ 42 ] | 19.3%  |
| [ 43 ]     |         |        |        |

2004-2014期间，夏洛特共计新居民88.8万人，在美国大城市5中排名第一。根據2011年估計有人口751,087人，略小于旧金山等城市。
最近的美国人口估算（2018年，2019年5月发表）显示夏洛特市内有872498人居住。在梅克伦堡县境内有1093901名居民。整个都市地区的人口数为2728933。2010年人口普查数据显示夏洛特的人口密度为每平方千米948.7人。市内居民分319918个户。

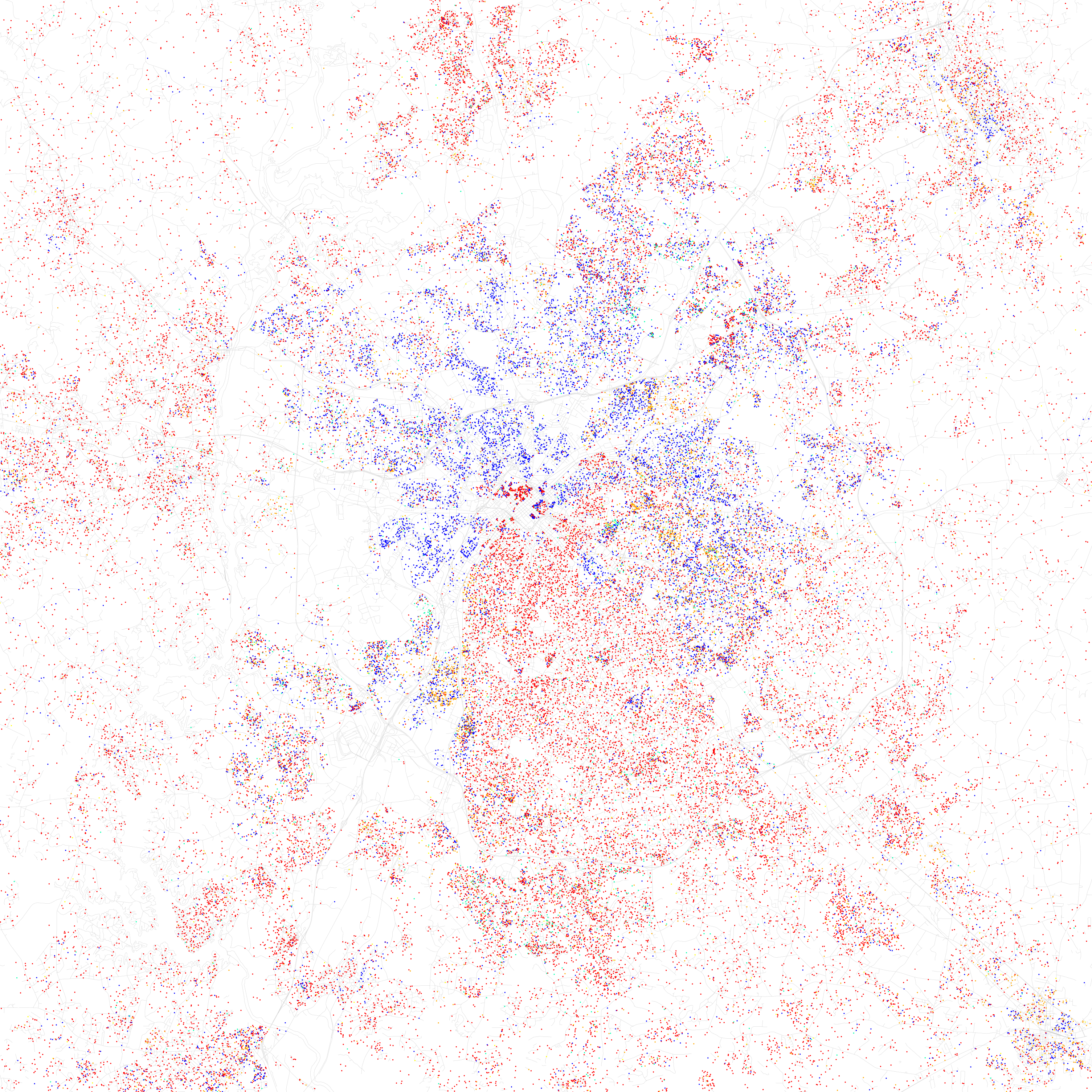
夏洛特2010年美国人口普查时的人种分布，每个点代表25个人：白人, 黑人, 亚裔 西班牙人, or 其他

根据2010年美国人口普查数据夏洛特的居民45.1%是白人、35.0%是黑人、13.1%是西班牙裔或拉丁美洲裔人、5.0%是亚洲人、0.5%是美洲原住民、0.1%是夏威夷原住民和其他太平洋原住民、6.8%是其他人种。2.7%是混血人。
1970年时人口普查局报告夏洛特30.2%是黑人、68.9%是白人。
市内每户的平均年收入为48670美元，家庭的平均年收入为59452美元。男子的年平均收入为38767美元，女子为29218美元。人均年收入为29825美元。10.6%的居民和7.8%的家庭生活在贫困线以下，其中包括13.8%的未成年人和9.7%的老年人。

### 宗教

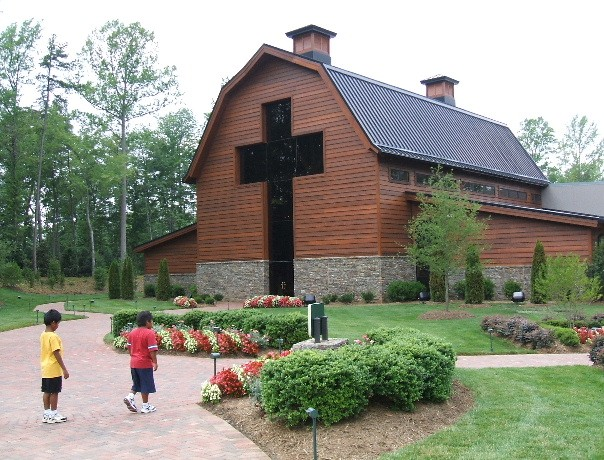
葛培理图书馆

从历史上夏洛特是一座新教城市。葛培理在夏洛特出生，美南长老会南部教区的主教位于夏洛特。但是随着市内人口增加，新来的人也带来许多新的信仰和教派。多个基督教教派社团总部位于夏洛特。夏洛特一共有700多个宗教场所。
今天美国长老教会是夏洛特第四大的宗教团体，共有6.8万信徒，206个团体。第二大的长老会教会是美国长老会教会，有43座教堂和1.2万信徒，第三大的是改革长老会教会协会，有63座教堂，9500名信徒。
北美浸礼宗和平奖学金的总部位于夏洛特。此外市内还有两个神学院。近年来当地学院和大学的神学系也有很大发展。
聯合循道會等多个教会总部在夏洛特。
夏洛特信徒最多的教堂拥有1.5名信徒。
夏洛特的圣派特里克主教坐堂是天主教夏洛特教区主教的坐堂。圣庇护十世司铎兄弟会在附近的圣安东尼天主教堂做脫利騰彌撒。夏洛特主教辖下的圣安教堂也做脫利騰彌撒。夏洛特最大的天主教教区有3万多信徒。
希臘正教會在北卡羅萊納州的主教坐堂圣三一主教座堂位于夏洛特。

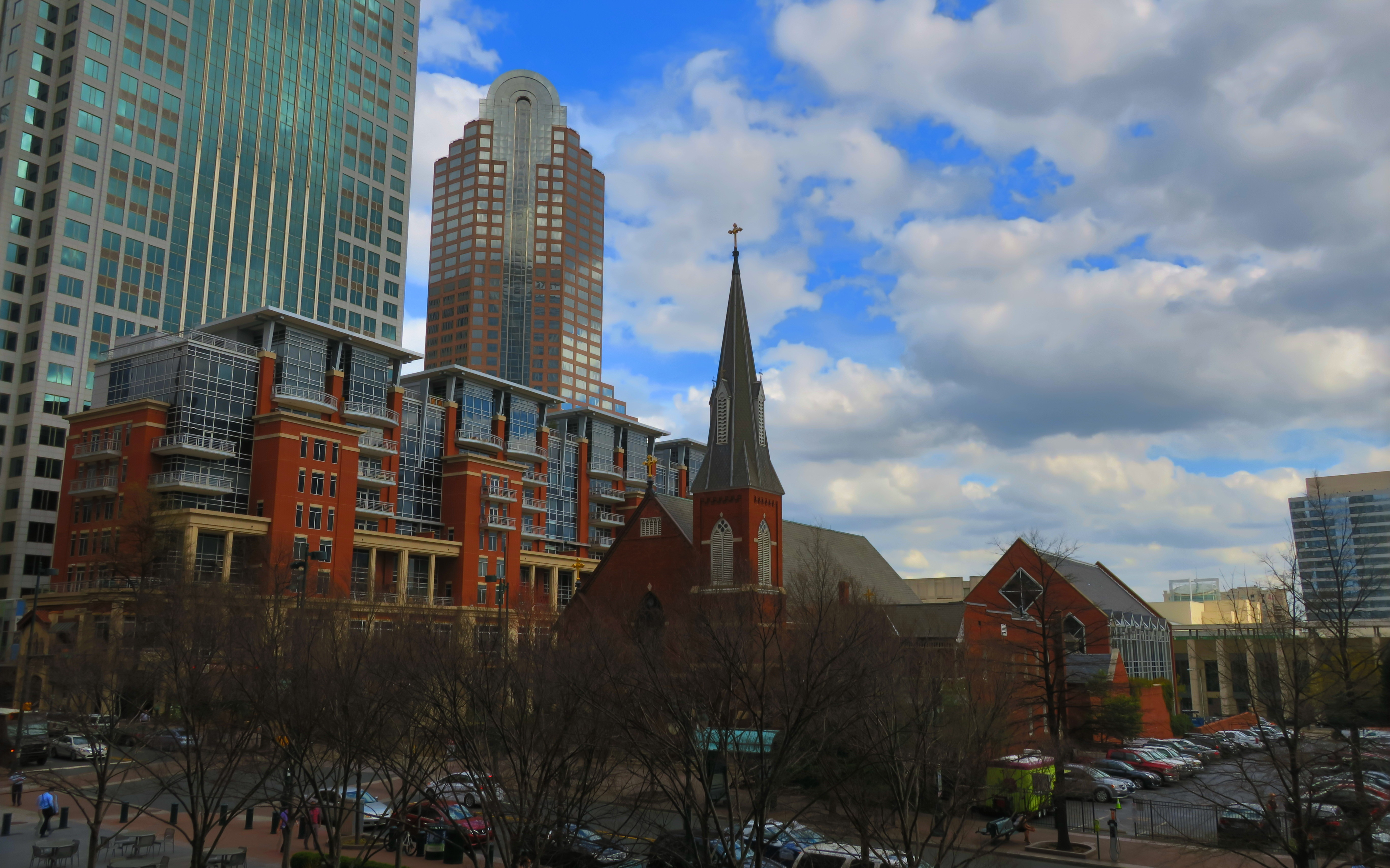
位于上城的圣彼得天主教堂是市内最老的天主教教堂

两卡罗莱纳最大的犹太社群在夏洛特。市南的沙龙公园是犹太社群的聚集地，这里有两座犹太教堂和一座社群中心，一座小学和一份犹太报纸的总部。
大多是夏洛特的非裔美国人是美国浸礼会国家大会的成员，这是美国非裔美国人中最主体的教会。循道宗的非裔美国人不是总部位于夏洛特的非洲裔循道宗主教制锡安教会成员就是非裔循道宗公会的成员。
2013年夏洛特51.91%的居民定期参加宗教活动，是继溫斯頓-撒冷北卡罗莱纳州第二笃信宗教的城市。夏洛特最大的宗教是基督教，其中浸礼宗（13.26%）的信徒人数最高。人数第二高的基督教社群是天主教会（9.43%），此后是循道宗（8.02%）、長老宗（5.25%）。其它基督教宗派包括五旬節運動（2.50%）、信義宗（1.30%）、美国圣公会（1.20%）、後期聖徒運動（0.84%）。其它基督教教会（8.87%）包括正教會和非宗派教會。犹太教（0.57%）是继基督教后第二大宗教，此后还有东亚宗教（0.34%）和伊斯兰教（0.32%）。

## 经济

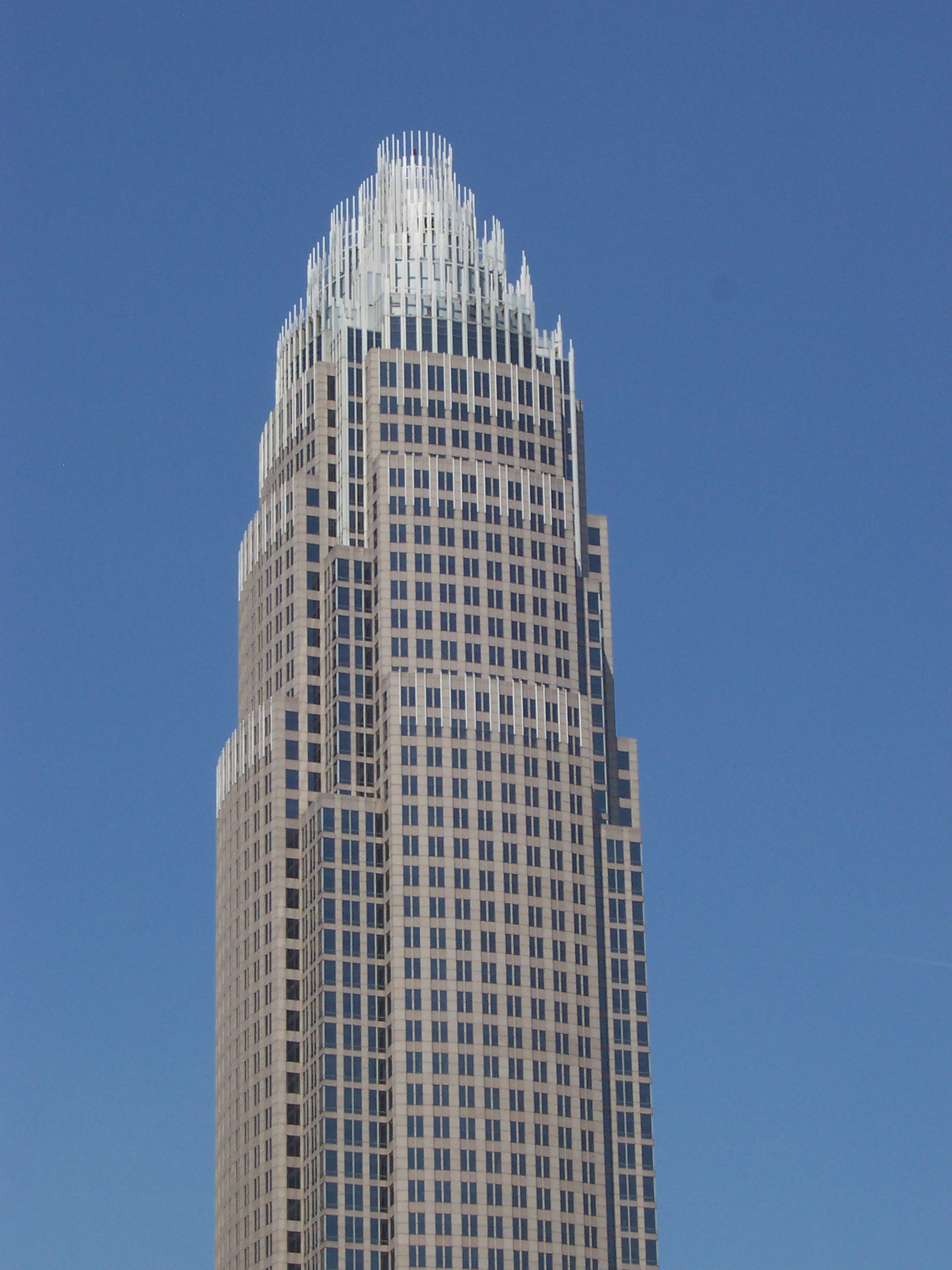
美国银行

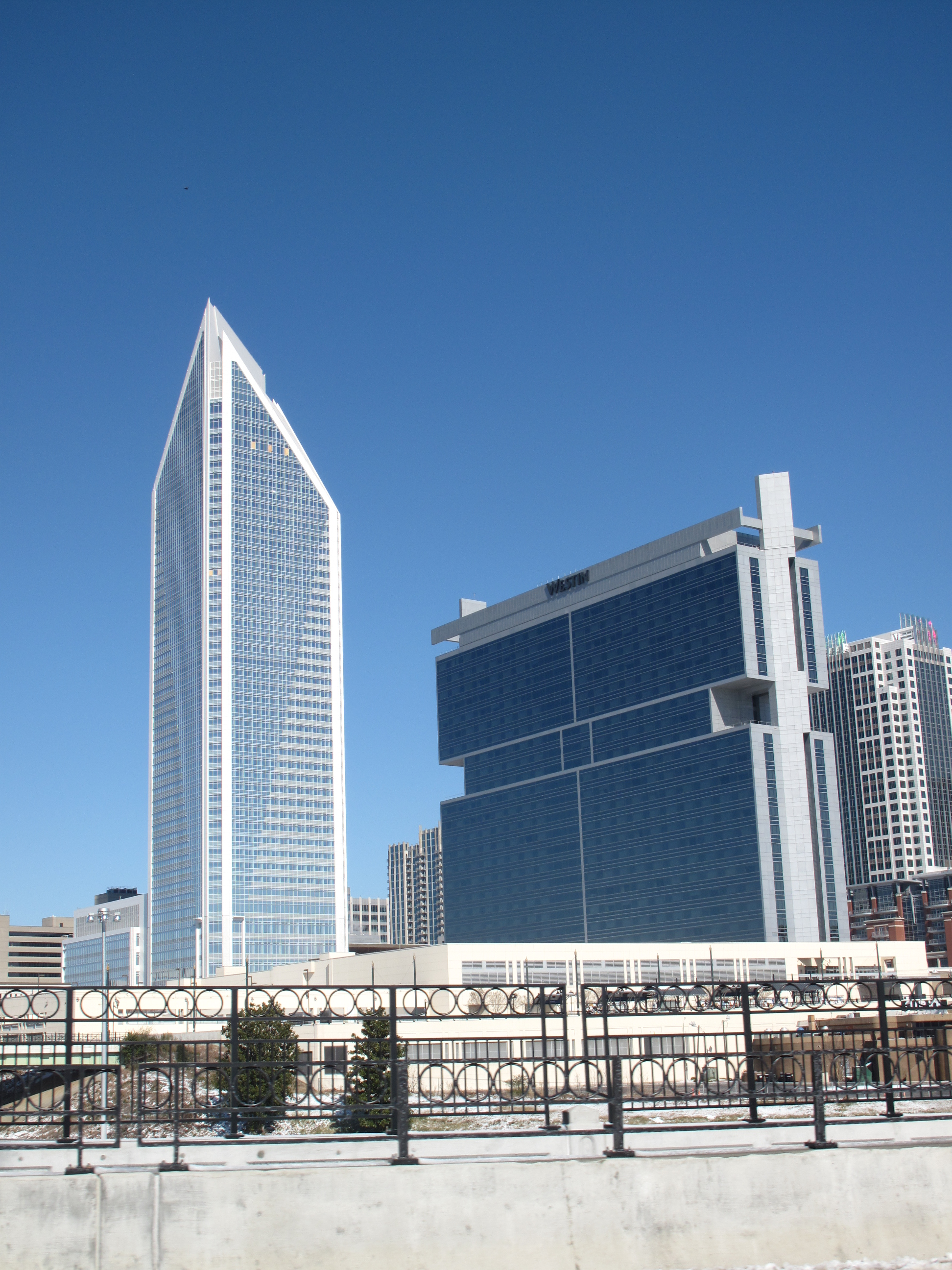
杜克能源大厦和夏洛特威斯汀酒店

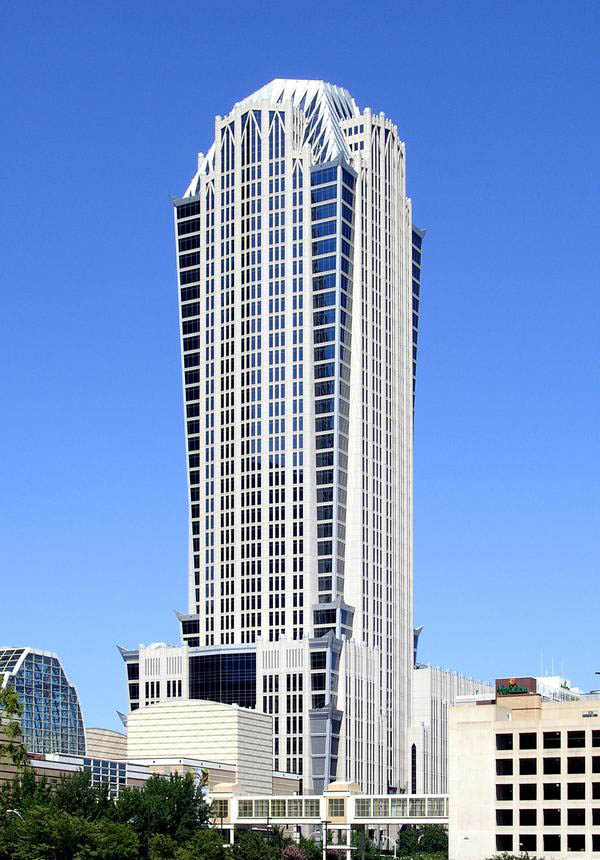
BB&T公司在夏洛特的总部

夏洛特成为一个美国重要金融中心，其银行资产值仅次于纽约市。美国资产第二高的金融公司美国银行的总部在夏洛特。美国资产第六名的金融机构BB&T的总部也在夏洛特。BB&T是2019年BB&T和太阳信托银行合并产生的。到2008年美联银行被富国银行收购为止其总部也在夏洛特。到2011年末为止富国银行完全把美联银行合并，所有两卡罗莱纳州的原美联银行部门2011年10月被纳入富国银行。富国银行的总部位于旧金山，但是夏洛特是它在东海岸地区的总部。夏洛特也是富国银行数个投资市场行业的总部，其中包括销售和贸易、安全研究和投资银行。美国银行和其它地区银行和金融服务公司的总部主要位于上城中心商务区。微软的东海岸总部位于夏洛特。
2019年7个财富美国500强公司在夏洛特都市地区立足。按照它们的名次排列这7个公司为：美国银行、霍尼韦尔、纽克钢铁、劳氏公司、杜克能源、索尼克汽车和明屋金融。夏洛特地区的经济非常多样化，当地的公司包括食品业的哈里斯蒂特、斯奈德兰斯、卡罗莱纳食品、雄狮食品、美国金巴斯集團和可口可乐罐装联合公司（第二大可口可乐装瓶公司）、包装业希悦尔公司、金融服务业狄克逊·休斯古德曼有限责任合伙、化工业雅保公司、门窗制造业杰温公司、发动机和运输业大陆集团、马立可全球汽车服务、卡莱集团、零售业贝尔克、卡托公司和其它许多不同行业的公司。
夏洛特是一个重要美国动力运动工业中心，美国唯一的一级方程式赛车队哈斯車隊大本营在夏洛特。此外全國運動汽車競賽協會的多个车队和办公室、协会名人堂和在康科德修建的夏洛特汽车赛车场都在这里。全國運動汽車競賽協會约75%的车队、职员和赛车运动员的大本营在夏洛特周围。由于当地已经有大量赛车技术工业企业，加上新修建的赛车场使得更多顶尖职业直线竞速赛运动员把他们的车队和企业移到夏洛特。

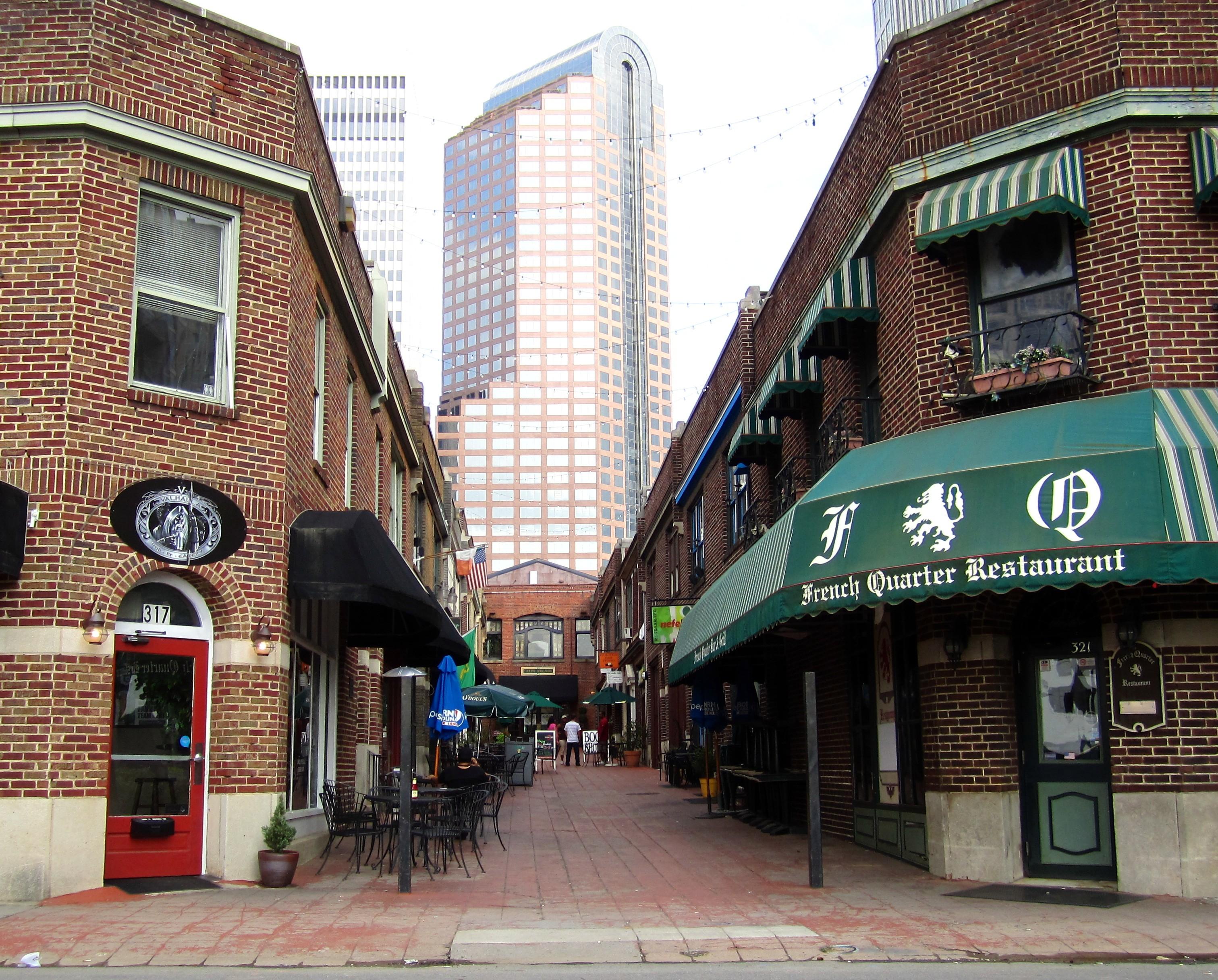
韦尔斯法戈中心

美国国家白水中心位于梅克伦堡县西部，由多个不同高度的人造急流组成，成年向公众开放。
夏洛特是能源行业企业的一个重要基地，获得了“新能源首都”的称号。当地有240多个直接与能源业有关的企业，一共有2.64多万职工。从2007年至今当地能源业增添7000多个职位。当地的大能源企业包括阿海珐、杜克能源、電力科學研究院、福陆公司、美卓、皮埃蒙特天然气、雅保公司、西门子能源业务领域等。北卡羅來納大學夏洛特分校的能源教育和研究有很好的名声，其能源生产和基础结构中心培训能源工程师和从事研究工作。
夏洛特及其周边地区逐渐成为东海岸卡车和货物运输的枢纽。过去十年多时间里夏洛特中心城市发展迅速。上城依然有多座居民建筑在建造中，其中包括20座正在建造、新近完工或者正在计划中的摩天大厦。那里也有许多新的饭店、酒吧和俱乐部。在中城和伊丽莎白街坊也有数个转化项目正在施行。
2013年《福布斯》把夏洛特列入业务和生涯最好的地方的列表中。夏洛特被排名为美国第20大城市，2000年和2008年之间美国发展第60快的城市。
| 总部位于夏洛特的10个最大的雇主 按照在夏洛特地区雇员数目排列 |      |         |
| 名称                                                        | 行业 | 雇员数  |
| 1. Atrium Health                                            | 医疗 | 35700人 |
| 2. 夏洛特-梅克伦堡县学校系统                                | 教育 | 18495人 |
| 3. 美国银行                                                 | 金融 | 15000人 |
| 4. 杜克能源                                                 | 能源 | 7900人  |
| 5. 夏洛特市                                                 | 政府 | 6800人  |
| 6. 梅克伦堡县政府                                           | 政府 | 5512人  |
| 7. 卡罗温兹游乐园                                           | 娱乐 | 4100人  |
| 8. 北卡羅來納大學夏洛特分校                                 | 教育 | 4000人  |
| 9. 皮埃蒙特中心社群学院                                     | 教育 | 2700人  |
| 10. 贝尔克                                                  | 零售 | 2300人  |

## 文化

### 博物馆

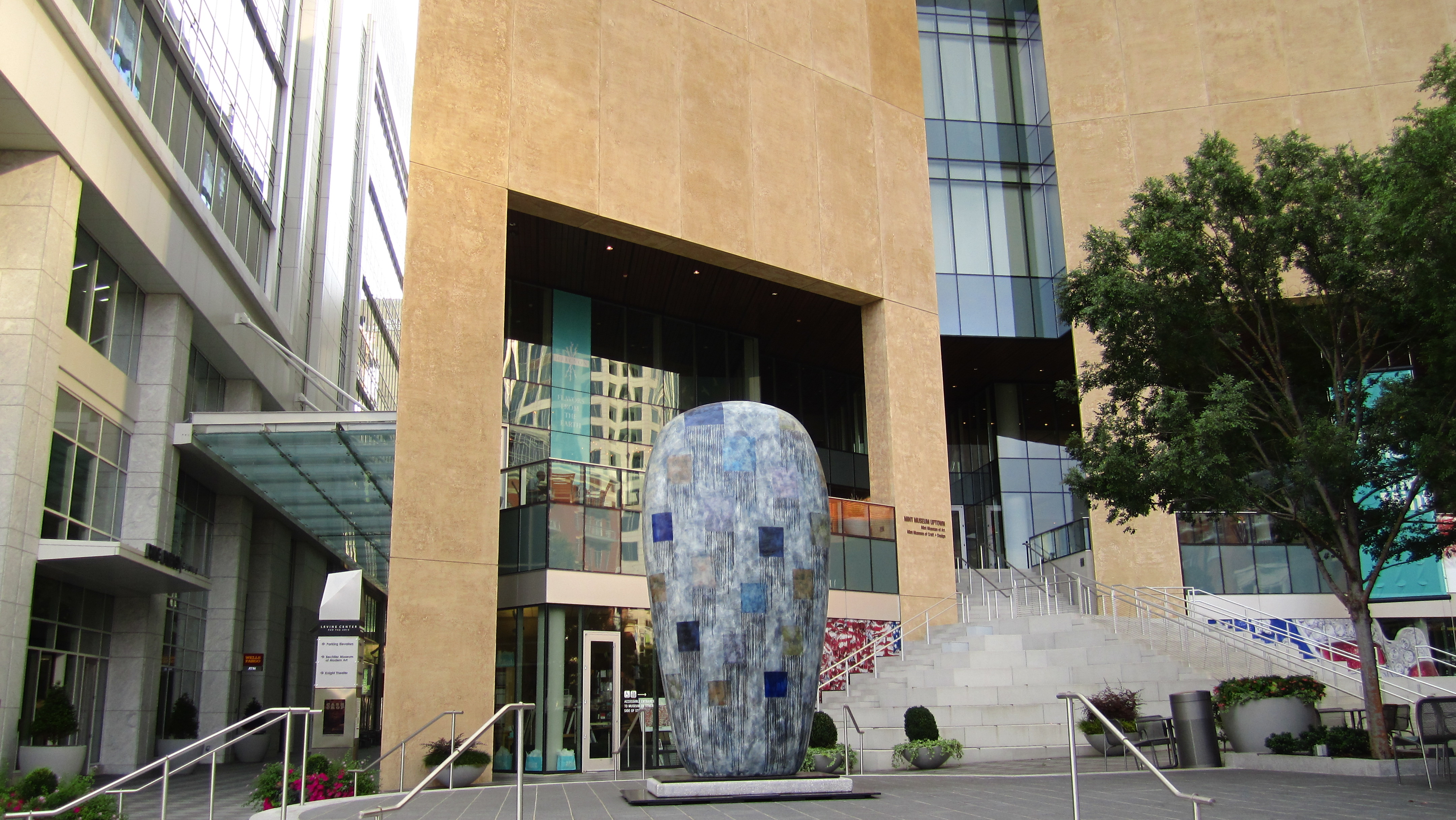
里温艺术中心的上城铸币局博物馆

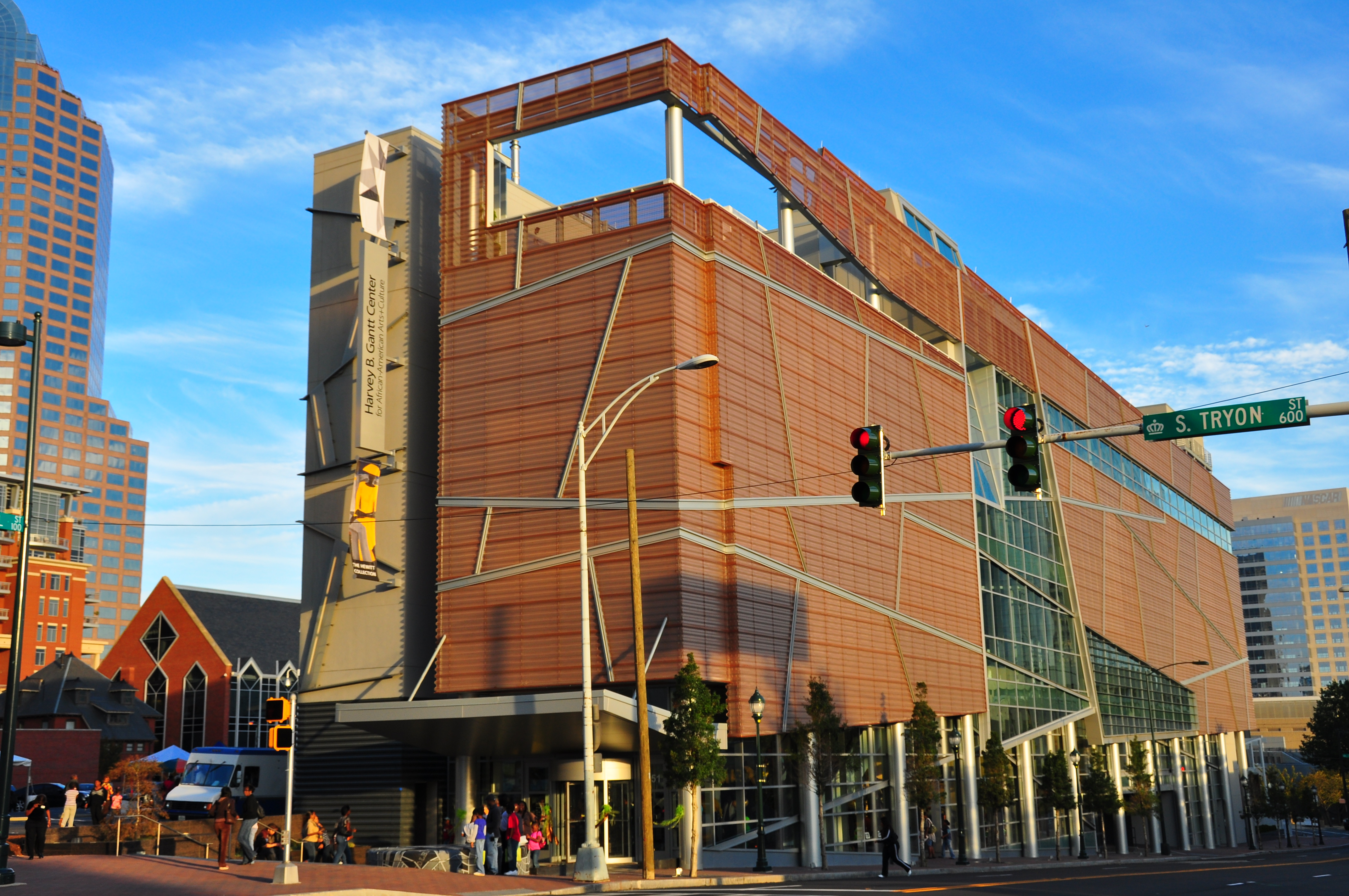
蛤维·甘特非裔美国人艺术和文化中心

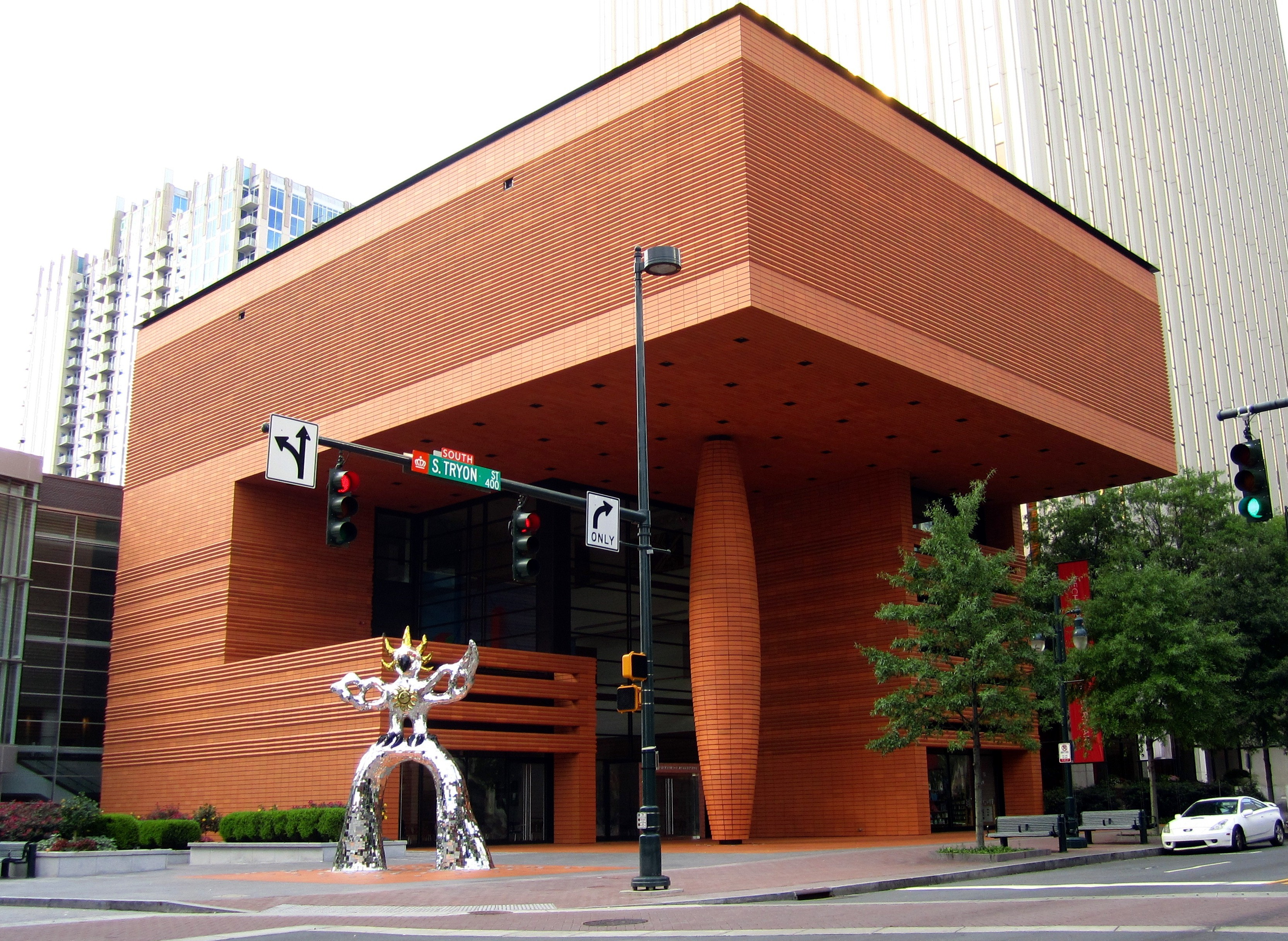
贝奇特勒现代艺术博物馆

- 贝奇特勒现代艺术博物馆[63]
- 葛培理图书馆[64]
- 两卡罗莱纳飞行博物馆[65]
- 夏洛特-梅克伦堡县防火教育中心和博物馆
- 夏洛特自然博物馆
- 夏洛特手推车博物馆
- 发现广场
- 哈维·甘特非裔美国人艺术和文化中心[66]
- 历史性的罗斯戴尔庄园
- 新南莱文博物馆[67]
- The Light Factory[68]
- 麦克柯尔艺术与创新中心[69]
- 铸币局博物馆[70]
- 全國運動汽車競賽協會名人堂[71]
- 富国银行历史博物馆
- 夏洛特历史博物馆[72]

### 表演艺术
- 夏洛特演员剧院[73]
- 布卢门撒尔表演艺术中心
- 夏洛特芭蕾舞团[74]
- 夏洛特交响乐团
- 夏洛特莎士比亚剧团
- 想象一下[75]
- 北卡罗莱纳音乐工厂
- 卡罗莱纳歌剧团[76]
- 宇宙公民
- 夏洛特剧院
- 卡罗莱纳州文艺复兴节

### 庆祝和特殊事件
夏洛特地区有许多年度庆祝和特殊事件。每年10月和11月周六和周日卡罗莱纳州文艺复兴节开放。卡罗莱纳州文艺复兴节位于73号高速公路和白杨帐篷路交汇处，是美国最大的文艺复兴内容事件之一。在场地上有11个室外杂技娱乐舞台、一座22公顷的村落市场、一个互动马戏团、一个艺术和手工艺市场、一个角斗场地和一个大宴会。所有这些庆祝表演事件都排列在一个整日不停歇的家庭娱乐节目内。
伊索希腊节是一个获奖的希腊内容节庆。它从1978年开始举办，今天成为夏洛特最大的文化事件之一。这个节庆上有希腊文化展览、原始的希腊食品和自制的点心、娱乐、音乐和舞蹈、葡萄酒品尝、艺术、购物等等。
夏洛特之味是一个为时三日的节庆，提供当地饭店品尝、娱乐和儿童节目。节庆在特里昂街上进行，从斯通沃尔一直延续到第5街，共占六个街巷。
哞和啤酒节是每年的啤酒制造和汉堡包节庆，是北卡罗莱纳最大的类似节庆，每年4月举办，包括不同的国家音乐剧表演。
摆脱音乐节在北卡罗莱纳音乐工厂举办，包括嘻哈音乐和电视音乐艺术家和唱片騎師。
英雄大会是年度漫画集会，每年6月在夏洛特会议中心举办。集会从1982年开始举办，是美国历史最久、最大的独立漫画大会之一。
夏洛特同志骄傲每年8月举行，是当地的LGBT庆典。2019年该庆典在夏洛特上城吸引了20万人。2017年的骄傲游行成为夏洛特当年最大的游行。

### 动物园和水族馆
夏洛特是“......美国最大的没有动物园的都市地区。”夏洛特动物园计划打算把250公顷北卡罗莱纳自然地区奉献给2008年成立的动物园基金会。2012年8月18日新闻频道14报道说该计划“......还需要数年来实现”，计划中的地“......离上城中心仅仅七英里远。”频道还报道说“......该动物园建造费用大约3亿美元，全部费用都来自私人募捐。”夏洛特观察者指出河堤动物园和北卡罗莱纳动物园离夏洛特-梅克伦堡县地区均约70多英里处，都是可以去的两个“大动物园”。
位于附近城市康科德的海洋生物夏洛特康科德也很容易从夏洛特到达。这座水族馆面积3万平方英尺，是康科德磨坊购物中心的一部分。它于2014年2月20日开放。

## 体育
夏洛特有三支参加国家级联盟的大型职业队：参加國家美式橄欖球聯盟的卡罗来纳黑豹、参加NBA的夏洛特黃蜂和美國職業足球大聯盟的夏洛特FC。黑豹从1995年创办就待在夏洛特，黄蜂也是从2004年创办开始就位于夏洛特。黑豹的基地场地是美国银行体育场，黄蜂的基地在光譜中心。黑豹六次获得区联赛冠军（1996年、2003年、2008年、2013年、2014年和2015年）和两次国家美式橄榄球联盟冠军（2003年和2015年）。夏洛特两次达到超级碗，但是此后均不成功，2003年在第三十八届超级碗中输给新英格兰爱国者，2016年在第五十屆超級盃中输给丹佛野马。杰里·理查森和一些当地的商人一起创办了黑豹。2017年秋理查森出售黑豹，2018年5月亿万富翁大衛·泰珀买下球队。
今天的黄蜂队是1988年创办的最初NBA黄蜂球队的一个分队，2002年由于球队的球迷和球队的主所有者乔治·希恩之间冲突升级它转移到路易斯安那州新奥尔良。NBA很快就同意黄蜂队离开后在夏洛特组办一个分队，这个新队叫夏洛特短尾猫，创办于2004年。2013年迁往新奥尔良的队改名为新奥尔良鹈鹕后在夏洛特的队重新获得黄蜂的名称。2014年5月20日正式改名。同日新队收回1988年到2002年原来黄蜂的历史和记录。2019年美国职业足球大联盟授予夏洛特其扩展队，该队计划从2021年开始参赛。
冰球队夏洛特跳棋和棒球队夏洛特骑士分别是相应球种的AAA级别职业球队。
| 俱乐部         | 体育项目 | 成立于 | 联赛                 | 场地                   |
| -------------- | -------- | ------ | -------------------- | ---------------------- |
| 卡罗莱纳黑豹   | 美式足球 | 1995年 | 國家美式橄欖球聯盟   | 美国银行体育场         |
| 夏洛特黄蜂     | 篮球     | 1988年 | 美国国家篮球联盟     | 光譜中心               |
| 夏洛特FC       | 足球     | 2019年 | 美國職業足球大聯盟   | 美国银行体育场         |
| 夏洛特獵犬     | 袋棍球   | 2011年 | 美國職業袋棍球大聯盟 | 美國退伍軍人紀念體育場 |
| 夏洛特跳棋     | 冰球     | 2010年 | 美国冰球联盟         | 波强格斯竞技场         |
| 夏洛特骑士     | 棒球     | 1976年 | 國際聯盟             | BB＆T棒球场            |
| 夏洛特独立     | 足球     | 2015年 | 美國足球冠軍聯賽     | 馬修斯體育中心         |
| 夏洛特鹰队     | 足球     | 1993年 | 美國足球二级聯賽     | 馬修斯體育中心         |
| 夏洛特女子鹰队 | 足球     | 1993年 | 美國足球女子聯賽     | 馬修斯體育中心         |

国家初级学院体育协会的总部在夏洛特。它是美国第二大的学院际体育组织，美国43个州500多所学校是其成员。大南联盟的总部也在夏洛特。它是1983年成立的，有11个成员组织，包括19项体育项目，属于國家大學體育協會第一级别联盟。
夏洛特在过去多年内举办许多国际、学院际和专业体育赛事。1991年和2019年夏洛特两次举办NBA全明星赛。夏洛特举办大西洋沿岸联盟冠军赛。夏洛特多次举办大西洋沿岸联盟男子篮球赛]]，最近的一次是在2019年。PGA錦標賽曾經兩度在夏洛特鵪鶉谷俱樂部举办（2017及25年）。
北卡羅來納大學夏洛特分校的体育队夏洛特49队参加NCAA第一级别赛事。49队的球队参加过11次NCAA男子篮球赛、14次男子足球赛，从其美式橄榄球队开始六年后2019年首次参加碗赛。
约翰逊·史密斯大学和夏洛特皇后大学的运动员参加NCAA第二级别赛事。约翰逊威尔士大学是美国高校体育协会成员。

## 政府
夏洛特使用議會-經理制政府。市长和市议会每两年选举一次，任期没有限制。市长兼任议会主席，他只在议会投票僵局时投票。与其它議會-經理制政府城市不同的是在夏洛特市长可以否决议会决议。但假如议会以三分之二多数表决的话市长的否决无效。议会指定一名市政府经理为其政府管理官员。
和北卡罗莱纳州其它城市不一样的是夏洛特的选举基于党派基础。
2013年12月2日民主党人帕特里克·坎农当选为市长。2014年3月26日坎农因贪污被捕。同日坎农辞职。临时市长迈克尔·巴恩斯任职到4月7日，此后市政府选择州议会会员民主党人达恩·克洛德菲尔特为市长，他的任期维持到原坎农任期的结束。2015年在民主党党内竞争中原梅克伦堡县委员会主席詹妮弗·罗伯茨战胜克洛德菲尔特，随后获得大选胜利，成为第一名获选夏洛特市长的民主党妇女。2017年罗伯茨在党内初选中败给临时市长维·莱斯，莱斯然后在大选中击败共和党对手成为夏洛特第59任市长。2019年她连任。
历史上夏洛特的选民对两个党派的温和派都比较亲近。但是在近年里夏洛特一边倒向民主党。共和党主要集中在市的东南边，民主党则集中在中南、东部和北部地区。
市议会有11名议员（7名来自各区，4名来自整个城市）。目前民主党在议会里拥有9：2的多数，在2013年、2015年和2017年的选举中赢得所有整个市的席位。由于北卡罗莱纳的市县没有自治权力，虽然市议会可以通过决议、决定市政府预算和制定规则，但是北卡罗莱纳州议会可以推翻所有市议会决定。虽然在1960年代地方政府的权力扩大，但是州议会对地方政府依然有很大权力。
在联邦选举中夏洛特分两个选区。东南部属于第9选区，其议员是共和党人丹•比绍夫。夏洛特的大多数地区属于第12选区，其议员是民主党人阿尔玛·亚当斯。
2011年夏洛特被选中为2012年民主党大会会址，大会在2012年9月4日至9月6日间在光谱中心举办。2018年夏洛特被选中为2020年共和党大会会址，大会将于2020年8月举行。

## 教育
比較著名的學院是Belk商學院。

### 学校
夏洛特的公费学校系统夏洛特-梅克伦堡学校系统是北卡罗莱纳第二大和美国第17大的公费学校系统。2009年夏洛特-梅克伦堡学校系统获得多项国家教育进展评估奖项，在一共18个学校系统中它赢得4年级数学金牌和8年级银牌。学校系统一共有164所小学、中学和高中，估计共有14.4万名学生。

### 高校和大学

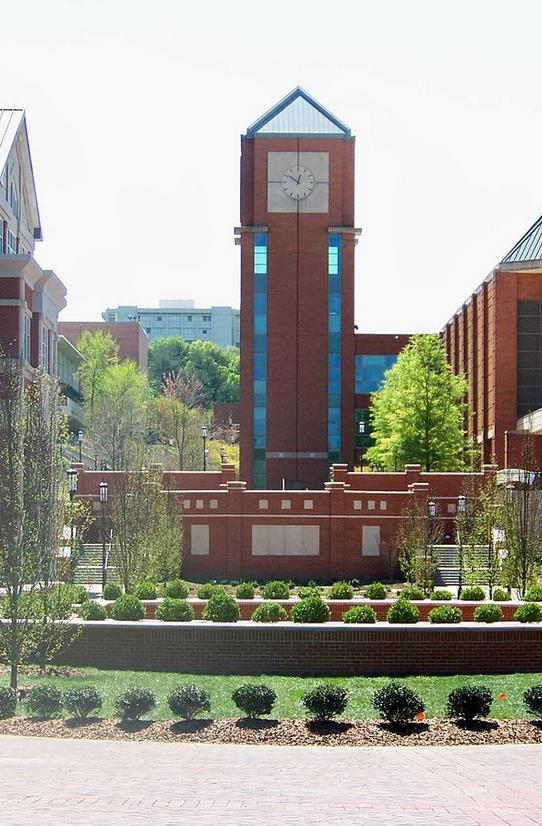
北卡羅萊納大學夏洛特分校校园里的学生联盟方庭

夏洛特有多所大学和学院，其中包括中皮埃蒙特社区学院、约翰逊·史密斯大学、强生威尔士大学、夏洛特皇后大学和北卡羅萊納大學夏洛特分校。一些著名学院位于都市地区郊区。戴維森學院位于戴維森，美国新闻与世界报道把它在美国全国自由艺术学院中名列前十名。其它当地的学院有贝尔蒙特大学、加斯顿学院和温盖特大学。其它在附近的有温斯洛普大学、克林頓初級學院、位于南卡罗来纳州石山的约克技术学院和位于夏洛特地区最西端的加德納-韋伯大學。
北卡羅萊納大學夏洛特分校是夏洛特最大的大学。它位于夏洛特东北部的大学城，面积3200公顷的研究和公司场地大学研究公园也在这里。北卡羅萊納大學夏洛特分校有2.9万学生，是该大学系统中第三大分校。
中皮埃蒙特社区学院是两卡罗莱纳最大的社区学院，每年有七万名学生，它的六个校园分布在整个夏洛特-梅克伦堡地区。它是北卡罗来纳州际社区学院系统的一部分。
2006年夏洛特法学院开始招生，2011年它获得美国律师协会的完全认可。它也曾经授予法律博士，但是2017年律师协会撤销该认可。今天该学院停止授课。
菲佛大学在夏洛特有一个卫星校园。主校园位于溫斯頓-撒冷的威克森林大学在夏洛特上城开设了一个其管理学院的卫星校园。康涅狄格广播学院、德锐大学和ECPI大学在夏洛特均有分院。环球技术学院有限公司的纳斯卡技术研究所位于附近。蒙特里特学院在夏洛特有一个专业和成人学校。联合长老会神学院在夏洛特有一没有宿舍的校园，授予基督教教育硕士和神学硕士学位。
北卡罗莱纳研究园是一座350公顷的生物技术聚集地，位于夏洛特东北的坎納波利斯。它是一个公共-私费合作场地，在这里八座大学、一座社区学院、美国农业部和公司设施一起合作做健康、营养和农业方面的研究。协作教育组织包括北卡羅萊納大學夏洛特分校、罗恩-卡巴鲁斯社区学院、阿巴拉契亞州立大學、北卡罗来纳大学教堂山分校、杜克大学、北卡羅來納大學格林斯伯勒分校、北卡罗来纳州立农业技术大学、肖大学、北卡罗来纳州中央大学和北卡罗来纳州立大学。这个研究园是夏洛特地区领导人吸引能源、卫生和其它知识基础工业的努力的一部分，其目的在于加强北卡罗莱纳在生物技术方面的能力。

### 图书馆

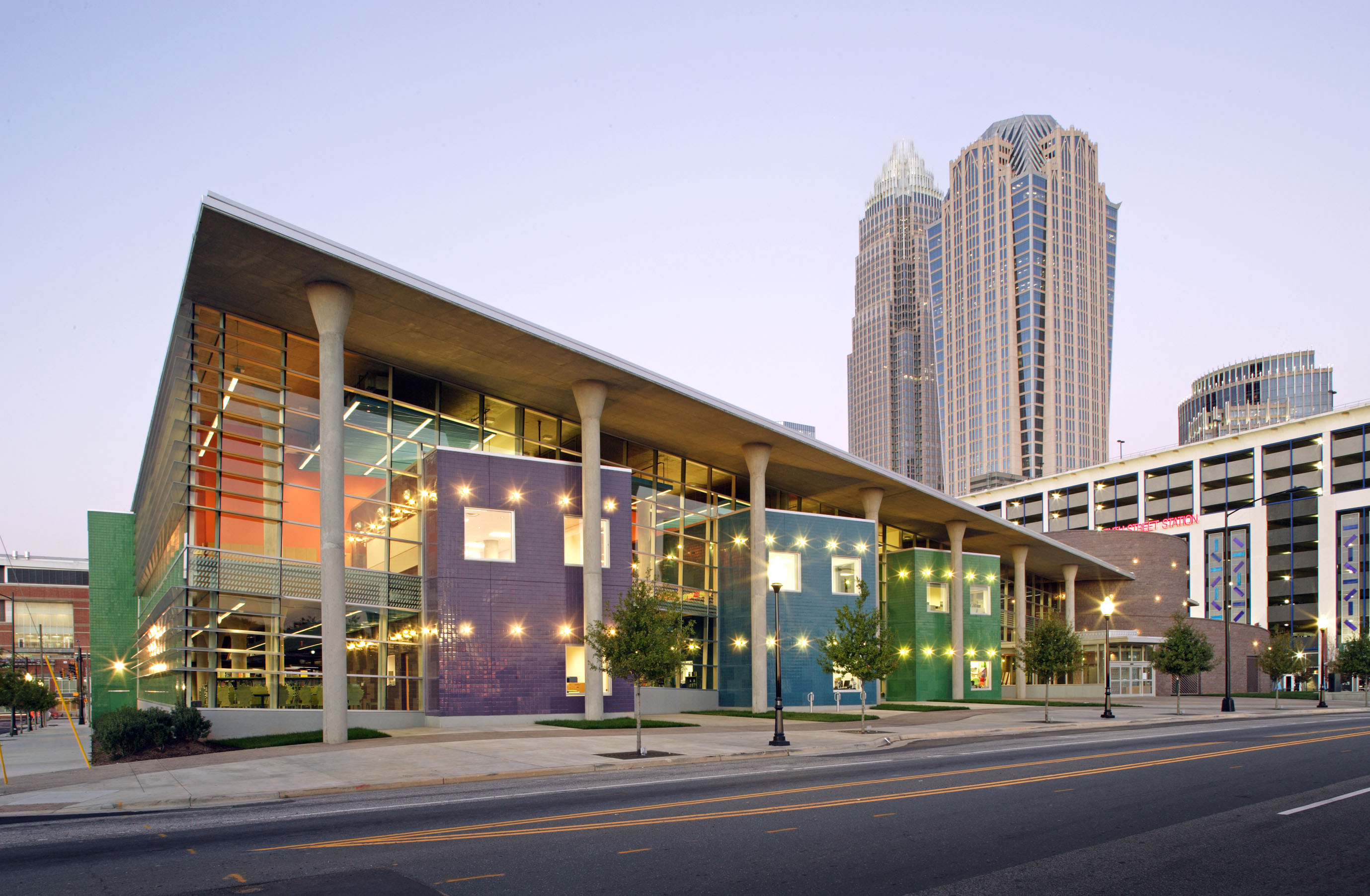
想象一下儿童剧院和图书馆

夏洛特-梅克伦堡图书馆藏有150万本书籍、光盘和DVD，它在夏洛特市内有15个分馆，在周边的城镇还有五个分馆。所有分馆都有免费可以进入互联网的计算机和Wi-Fi，一个分馆发的卡可以在所有20个分馆使用。
州立卡內基圖書館可以回溯到1891年1月16日开办的夏洛特文学和图书馆协会，它今天位于北特里昂，是第一座向公众开放的不需要成为成员的图书馆。慈善家安德鲁·卡内基捐献2.5万美元建造图书馆建筑，条件是夏洛特市捐献地产和每年2500美元买书和付薪费，以及北卡罗莱纳州为该图书馆指定规章。所有这些条件都被满足，1903年7月2日卡內基圖書館在一座庄严的古典建筑内开办。
1903年北卡罗来纳州制定的规章里要求图书馆也为夏洛特被剥夺权利的非裔美国人群服务。1905年在历史上夏洛特的黑人地区开办了一座独立图书馆来满足这个规章的要求。它是北卡罗来纳州第一座为非裔美国人服务的图书馆，有些资料说也是最南边的一座。第二次世界大战后这个街坊重新开发，图书馆被关闭，但是它作为夏洛特非裔美国人文化中心的角色则被其它图书馆和夏洛特非裔美国人文化中心继承下来。

## 媒体

### 报纸
《夏洛特观察家》(The Charlotte Observer)是卡罗莱纳州发行量第二大的日报媒体，创刊于1886年，至2020年，在南北卡罗莱纳它的发行量最大，但是在过去15年里它的发行量在不断降低。

### 广播电台
根据尼爾森電臺市場調研機構夏洛特是美国第24大电台市场。大的广播公司有企通传播、清晰頻道通信公司和Urban One，它们在夏洛特都有电台，当地也有一些小的广播电台。

### 电视
根据尼爾森電臺市場調研機構夏洛特是美国第22大电视市场（2016年到2017年季节），是北卡罗来纳州最大的电视市场。位于夏洛特的大电视台有CBS电视台WBTV3（两卡罗莱纳最老的电视台）、美国广播公司电视台WSOC-TV9、全国广播公司电视台WCNC-TV36、CW電視網电视台WCCB18和公共广播电视公司电视台WTVI42。两个体育有线网络的总部在夏洛特：ESPN控制的SEC网络和地区性的福克斯体育卡罗莱纳。
其它为夏洛特市场服务的电视台包括福斯廣播公司电视台WJZY46、公共广播电视公司电视台WUNG-TV58、独立电视台WAXN-TV64、MyNetworkTV电视台WMYT-TV55和公共广播电视公司电视台WNSC-TV30。
特許通訊为有线电视顾客服务。

## 基础设施

### 公众服务

#### 医疗急救服务
梅克伦堡县医疗急救服务机构为夏洛特市提供急救服务。2017年这个急救服务获得14.6万次呼叫，在整个梅克伦堡县运送了11.2万病人。机构有600多名护理、急救医生、急救技术员和管理人员。除遣送医疗急救外该机构也负责派遣夏洛特市外的救火呼救。

#### 医院
夏洛特市内有八座医院。
| 医院                                        | 网站 | 急救级别 |
| ------------------------------------------- | --- | -------- |
| Atrium Health Mercy                         | https://atriumhealth.org/locations/atrium-health-mercy （页面存档备份，存于） （页面存档备份，存于）     | -        |
| Atrium Health Pineville                     | https://atriumhealth.org/locations/atrium-health-pineville （页面存档备份，存于） （页面存档备份，存于） | -        |
| Atrium Health University City               | https://atriumhealth.org/university                                                                      | -        |
| Carolinas ContinueCare Pineville            | http://continuecare.org/pineville/ （页面存档备份，存于）                                                | -        |
| 卡罗莱纳医疗中心 / 儿童医院                 | https://atriumhealth.org/cmc （页面存档备份，存于）                                                      | 一级     |
| Novant Health Charlotte Orthopedic Hospital | https://www.novanthealth.org/charlotteorthopedichospital%5B%5D                                           | -        |
| Novant Health Hemby Children's Hospital     | https://www.novanthealth.org/hemby                                                                       | -        |
| Novant Health Presbyterian Medical Center   | https://www.novanthealth.org/presbyterian%5B%5D                                                          | 三级     |

#### 消防
夏洛特消防部门提供灭火、医疗急救、公众教育、消除危险物品、技术营救和防火及检查服务，共有职员1164人。市内有42个救火队布置在城市各地关键部位来保证在市内所有地方救火队都能够迅速到达。

#### 执法和犯罪
夏洛特-梅克伦堡警察局是夏洛特市和梅克伦堡县的合作执法机关。它负责夏洛特市内和梅克伦堡县夏洛特市镇外地区的执法工作。梅克伦堡县内其它小镇有它们自己的执法机关。警察局有1700名警官、550名职员和400多名志愿者。警察局把整个市区分成13个地理区，每个区的大小不同，其被分配的警官数目也不同。夏洛特的总犯罪指数为每10万居民589.2起罪行，从2005年始终在不断下降。美国的犯罪指数平均为十万人中320.9起罪行。平均每年4939辆车在夏洛特被盗。
根据国会季度性发表的“2008年犯罪城市排名：美国都市的犯罪”夏洛特在人口7.5万以上的城市中排第62名。但是整个夏洛特都市地区在美国338个都市地区中列第27名最危险的都市地区。

### 垃圾处理
夏洛特有一个城市拥有的垃圾系统，它由收集垃圾、污水处理和垃圾处理三个部分组成。夏洛特水公司有五个污水处理站。夏洛特有一生物固体项目。项目产生的污泥处理后被运送到凯雷集团的分公司所拥有的地上作为肥料撒播。这些生物固体的级别是B，意味着它们依然含有可以检测到的病原。因此一些当地居民于2013年2月26日表示反对该项目。

### 交通

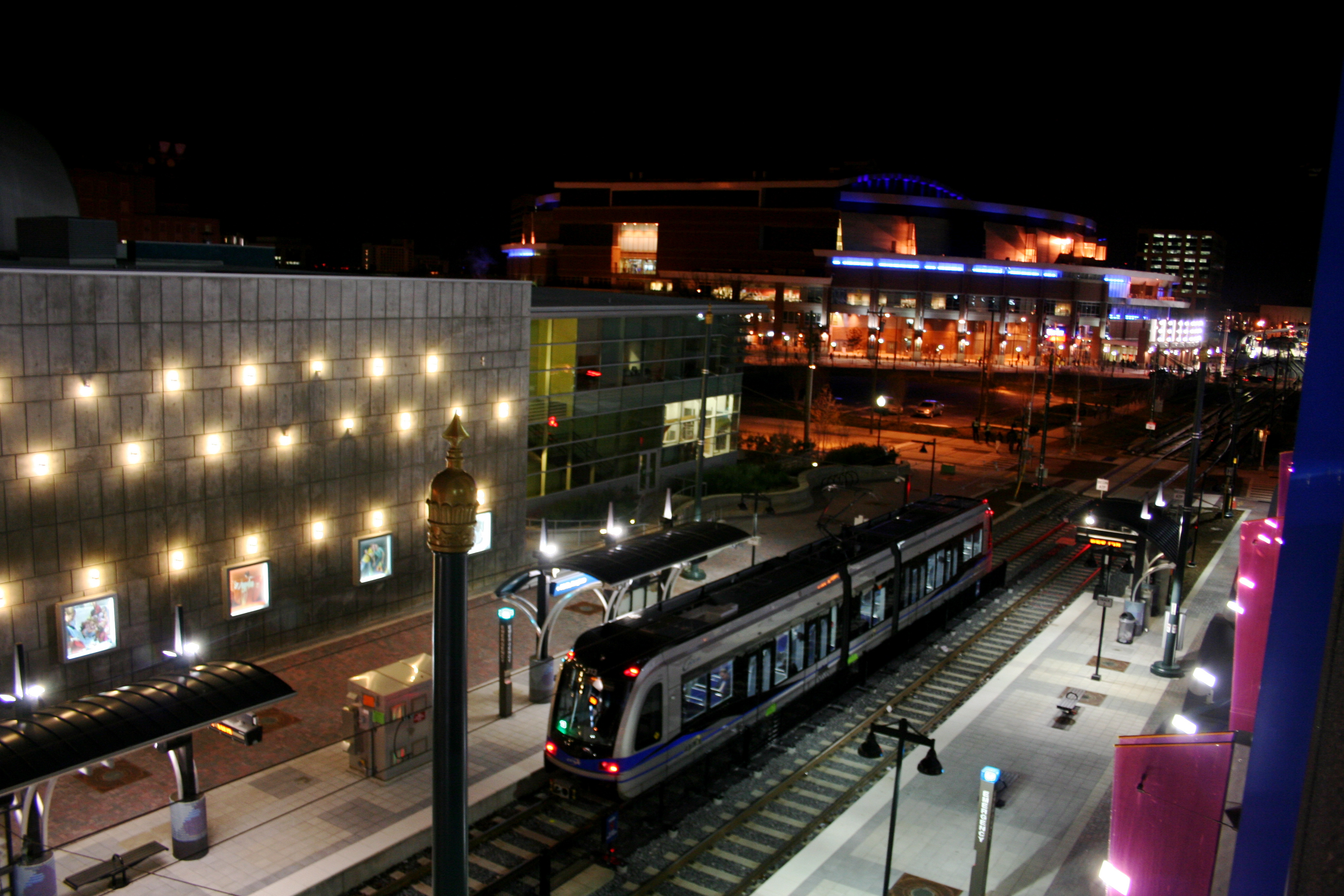
2007年11月夏洛特地區交通系統轻轨启用

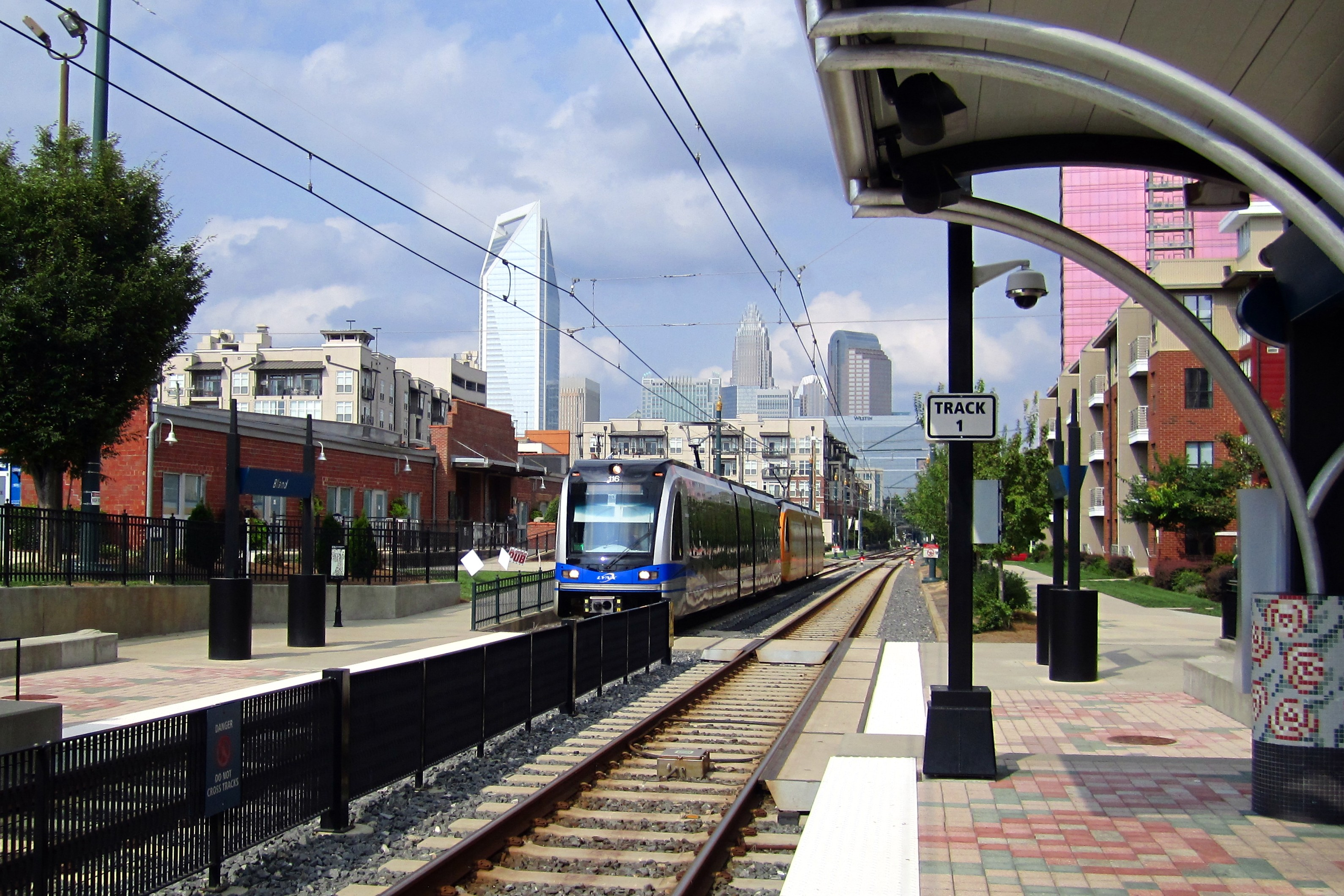
夏洛特地區交通系統布兰德街站

夏洛特没有汽车的户比美国平均低。2015年夏洛特7.4%的户没有车，2016年这个数据降低到6%。2016年美国平均为8.7%。夏洛特2016年平均每户有1.65辆车，美国平均为1.8辆。

#### 轨道交通
夏洛特地區交通系統负责运行夏洛特和梅克伦堡县的轨道交通。它操作輕軌運輸系統、有轨电车、快速班车和公共汽车服务。这些服务有夏洛特市内的，也有到邻近郊区的。它的轻轨系统长9.6英里，从南到北贯穿市区，在它营业的第一年它预计2025年到达的乘客数目就已经被超过了。公共汽车乘客也在不断增长（从1998年至今增长66%）。2030年运输走廊系统计划打算添加公共汽车和轻轨以及通勤铁路。2011年夏洛特市和夏洛特地區交通系統职员召开公众集会向公众展示把轻轨从夏洛特上城延长到北卡羅萊納大學夏洛特分校校园的最终环境影响分析，以及从夏洛特东北部地区收集居民、地主和企业主的反馈。2018年3月16日这段路正式通车。

#### 步行
2020年步行评分在50座美国最大的城市里评测城市的可步行性，夏洛特排第17名。

#### 公路和高速公路
夏洛特位于东北和东南两个人口中心之间，使得它成为一个运输枢纽和分配中心，85號和77号两条州际公路就在市中心附近交叉。77号还链接锈带的人口中心。
夏洛特环路的号码是485号州际公路，居民简称它为485。这条路修建了20多年，筹费问题使得它的进展缓慢。最后一段于2015年中完工。它的全长约为108千米。在市内277号州际公路环绕夏洛特上城，夏洛特4号公路则在277号和485号州际公路之间形成一个环道，链接重要公路。74号美国国道链接下城和马休斯地区，在市东部目前正在扩建。

#### 航空

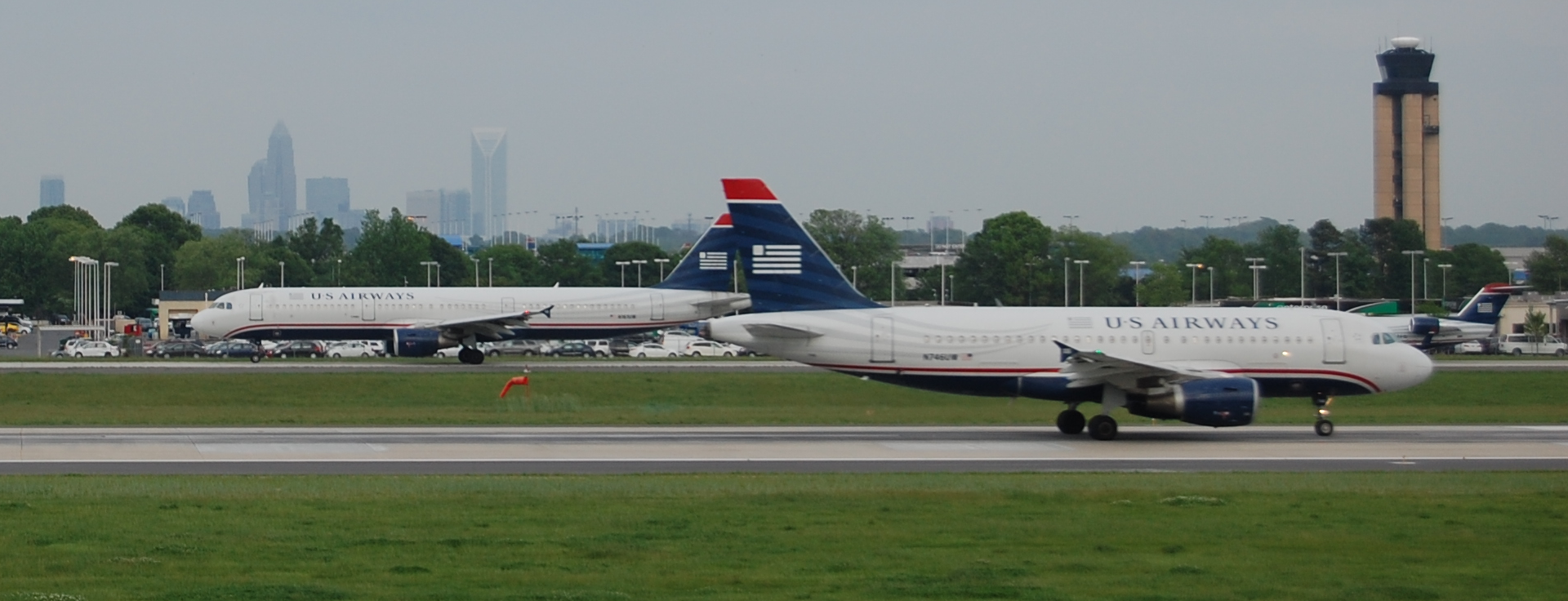
夏洛特道格拉斯國際機場，背景是夏洛特上城的天幕

夏洛特道格拉斯國際機場是美国和全球按交通数量计算第六繁忙的机场。2019年有5000万乘客以及许多美国和国际航空公司如加拿大航空、汉莎航空和沃拉里斯航空使用夏洛特机场。它是美國航空的一个重要枢纽，此前是美国航空前身全美航空和皮埃蒙特航空的枢纽。从夏洛特可以直飞全美国、加拿大、中美洲、加勒比地区、欧洲、墨西哥和南美洲的许多目标。

#### 城市间运输
三班美鐵班车在夏洛特汇聚，每天有十班车到达下城边上的北特里昂街站。
- 新月号列车链接夏洛特和纽约、费城、巴爾的摩、华盛顿哥伦比亚特区；向北它链接夏洛蒂鎮和格林斯伯勒，向南它链接格林维尔、亚特兰大、伯明翰、默爾迪恩和新奥尔良。这班车每夜从两个方向经过夏洛特
- 卡罗莱纳号列车链接夏洛特和纽约、费城、巴尔的摩、华盛顿、里士满、罗利、德罕和格林斯伯勒。夏洛特是这班车的南端终点。向北的车每天清晨出发，向南的车傍晚到达。
- 皮尔蒙特号列车是卡莱罗纳号的地区性列车，它链接夏洛特、格林斯伯勒、德罕和罗列，每天运行三班。夏洛特也是它的南端终点。

灰狗巴士和廉价长途汽车公司超级巴士在夏洛特也有站。灰狗巴士去往亚特兰大、底特律、杰克逊维尔、纽约和费城的汽车在夏洛特有停站。超级巴士从亚特兰大去往纽约的车也在夏洛特有停站。
夏洛特计划建造一座名叫大门站的中心多种车辆车站。美铁、灰狗巴士和未来的轻轨红线都将在这里停车。目前它正在建筑中，它的地方是过去灰狗巴士的站，目前灰狗巴士的站搬到附近的一个临时站上。

## 友好城市
国际友好城市说夏洛特有九座友好城市：
| 城市       | 省份或州     | 国家   | 日期   |
| ---------- | ------------ | ------ | ------ |
| 阿雷基帕   |              | 秘魯   | 1962年 |
| 克雷费尔德 |              | 德国   | 1985年 |
| 保定       | 河北省       | 中國   | 1987年 |
| 沃罗涅日   | 沃羅涅日州   | 俄羅斯 | 1991年 |
| 利摩日     | 上维埃纳省   | 法國   | 1992年 |
| 弗罗茨瓦夫 | 下西里西亚省 | 波蘭   | 1993年 |
| 库马西     | 阿散蒂地區   |        | 1996年 |
| 哈代拉     | 海法区       | 以色列 | 2009年 |
| 布林迪西   | 普利亚大区   | 義大利 | 2010年 |

夏洛特与海地西部省太子港签署友好城市协议，但是目前这个关系似乎处于休眠状态。

## 備註
1. ↑  夏洛特市年表 - 夏洛特-梅克倫堡的故事（英） 的存檔，存档日期2006-10-04.
2. ↑  Balk, Gene. . Seattle Times. FYI Guy. 2014-05-22  [2014-11-28]. （原始内容存档于2018-02-22）.
3. ↑  . 美国普查局. July 2018  [2020-05-13]. （原始内容存档于February 13, 2020年2月13日）.
4. ↑  . 2016年11月  [2017-08-21]. （原始内容存档于2022-02-16）.
5. ↑  . 美国普查局. 2019年4月  [2020-05-13]. （原始内容存档于2020-02-13）.
6. ↑  . U.S. Census Bureau. U.S. Census Bureau, Population Division.   [2020-05-13]. （原始内容存档于2020-02-13）.
7. ↑  . GAWC.   [2020-05-13]. （原始内容存档于2017-05-03）.
8. ↑  O'Daniel, Adam. . Charlotte Business Journal (The Business Journals). 2012-09-04  [2020-05-13]. （原始内容存档于2020-08-10）.
9. ↑  . US News & World Report.   [2024-05-26]. （原始内容存档于2017-02-08）.
10. ↑  . Creative Loafing Charlotte.   [2020-05-14]. （原始内容存档于2016-04-22）.
11. ↑  .   [2020-05-14]. （原始内容存档于2007-07-13）.
12. 1 2  . cmstory.org Web Site. Public Library of Charlotte and Mecklenburg County.   [2020-05-14]. （原始内容存档于2015-05-18）.
13. ↑  Charlotte Mecklenburg Library: A Welcome for Cornwallis （页面存档备份，存于） 2020年5月14日查询
14. ↑  . Rootsweb.com.   [2020-05-18]. （原始内容存档于2008-07-26）.
15. ↑  . cmstory.org Web Site. Public Library of Charlotte and Mecklenburg County.   [2020-05-18]. （原始内容存档于2015-05-18）.
16. ↑  .   [2020-05-18]. （原始内容存档于2008-06-05）.
17. ↑  Beam, Adam. . The State. 2012-02-12  [2020-05-18]. （原始内容存档于2012-02-12）.
18. ↑  . cmstory.org Web Site. Public Library of Charlotte and Mecklenburg County.   [2020-05-18]. （原始内容存档于2015-05-18）.
19. ↑  Blanchard Online: American Rarities （2020年5月18日巡查）
20. ↑  . Blanchardonline.com.   [2020-05-18]. （原始内容存档于2004-04-01）.
21. ↑  . cmstory.org Web Site. Public Library of Charlotte and Mecklenburg County.   [2020-05-19]. （原始内容存档于2015-09-25）.
22. ↑  . Charlotte-Mecklenburg Historic Landmarks Commission.   [2020-05-19]. （原始内容存档于2020-08-22）.
23. ↑  . cmstory.org Web Site. Public Library of Charlotte and Mecklenburg County.   [2020-05-19]. （原始内容存档于2015-05-18）.
24. ↑  . Raleigh, NC: WRAL-TV. 2002-12-05  [2020-05-01]. （原始内容存档于2020-07-30）.
25. ↑  . Durham, NC: WTVD. 2015-08-22  [2020-05-01]. （原始内容存档于2016-09-26）.
26. ↑  Rothacker, Rick; Washburn, Mark; Bell, Adam. . The Charlotte Observer. 2016-09-23  [2020-05-19]. （原始内容存档于2016-09-24）.
27. ↑  . Web.archive.org. 2007-10-02  [2020-05-26]. （原始内容存档于2007-10-29）.
28. ↑  . Charlotte-Mecklenburg Historic Landmarks Commission.   [2020-05-26]. （原始内容存档于2012-09-13）.
29. ↑  . Plaza Midwood Neighborhood Association.   [2020-05-26]. （原始内容存档于2012-11-04）.
30. ↑  . Creative Loafing Charlotte.   [2020-05-26]. （原始内容存档于2012-08-26）.
31. ↑  . UNC Charlotte Urban Institute.   [2020-05-26]. （原始内容存档于2010-06-30）.
32. ↑  Grande DIsco – Charlotte, NC – Abstract Public Sculptures on （页面存档备份，存于）. Waymarking.com. 2020年5月26日巡查
33. ↑  Addie Rising. . 2012-09-12  [2020-05-12]. （原始内容存档于2012-05-23）.
34. ↑  . Charmeck.org.   [2020-05-26]. （原始内容存档于2011-12-13）.
35. ↑  . CharlotteObserver.com. 2012-07-22. （原始内容存档于2012-07-22）.
36. ↑  Sellers, Frances Stead. . 华盛顿邮报. 2019-11-26  [2020-05-26]. （原始内容存档于2019-11-27）.
37. 1 2 3 4 5 6 7 8  . National Oceanic and Atmospheric Administration.   [2022-06-11]. （原始内容存档于2021-11-24）.
38. ↑   (pdf). National Oceanic and Atmospheric Administration.   [2021-05-06]. （原始内容存档于2021-05-05）.
39. ↑  . National Oceanic and Atmospheric Administration.   [2014-03-10]. （原始内容存档于2020-07-15）.
40. ↑   (PDF). National Oceanic and Atmospheric Administration: 3.   [2022-06-11].
41. ↑  .   [2014-07-17]. （原始内容存档于2006-05-19）.
42. ↑  .   [2020-05-27]. （原始内容存档于2020-02-13）.
43. ↑  . 美国统计局.   [2020-05-27]. （原始内容存档于2020-02-13）.
44. ↑  . 2017年5月  [2017-08-21]. （原始内容存档于2017-08-21）.
45. ↑  夏洛特商会 的存檔，存档日期2012-05-25.
46. 1 2  Bureau, U. S. Census. . 美国普查局.   [2020-05-27]. （原始内容存档于2014-12-18） （英语）.
47. ↑  . US Census Bureau.   [2020-05-28]. （原始内容存档于2017-01-15）.
48. ↑  . U.S. Census Bureau.   [2020-05-28]. （原始内容存档于August 12, 2012年8月12日）.
49. ↑  . Thearda.com.   [2020-06-02]. （原始内容存档于2016-06-02）.
50. ↑  Michael Gordon. . 2012  [2020-06-02]. （原始内容存档于2013-11-09）.
51. ↑  Foundation of Shalom Park – Charlotte （页面存档备份，存于）. Shalomcharlotte.org。2020年6月2日巡查
52. ↑  . Bestplaces.net.   [2020-06-02]. （原始内容存档于2020-07-30）.
53. ↑  .   [2020-05-12]. （原始内容存档于2018-11-21）.
54. ↑  . safway.com.   [2020-06-03]. （原始内容存档于2017-03-29）.
55. ↑  Smoot, Hannah. . www.charlotteobserver.com. 2019-10-25  [2020-06-03]. （原始内容存档于2020-06-13）.
56. ↑  .   [2020-06-03]. （原始内容存档于2020-06-03）.
57. ↑  Charlotte Chamber of Commerce.  (PDF).   [2020-06-03]. （原始内容存档 (PDF)于2014-06-11）.
58. ↑  . Usnwc.org.   [2020-06-03]. （原始内容存档于2010-06-20）.
59. ↑  . Metmidtown.com.   [2020-06-04]. （原始内容存档于2010-05-17）.
60. ↑  . Forbes.   [2020-06-04]. （原始内容存档于2013-08-08）.
61. ↑  . Carolinaadgroup.com.   [2020-06-04]. （原始内容存档于June 13, 2014年6月13日）.
62. ↑   (PDF). Charlotte Regional Business Alliance.   [2020-06-04]. （原始内容存档 (PDF)于2019-04-10）.
63. ↑  . www.m.bechtler.org.   [2020-06-04]. （原始内容存档于2020-06-13）.
64. ↑  . www.billygrahamlibrary.org. 2019-11-23  [2020-06-04]. （原始内容存档于2020-06-13）.
65. ↑  . www.carolinasaviation.org. 2019-11-22  [2020-06-04]. （原始内容存档于2020-06-13）.
66. ↑  . www.ganttcenter.org. 2019-11-23  [2020-06-05]. （原始内容存档于2020-06-05）.
67. ↑  . www.museumofthenewsouth.org. 2019-11-23  [2020-06-05]. （原始内容存档于2020-05-28）.
68. ↑  . www.lightfactory.org. 2019-11-23  [2020-06-05]. （原始内容存档于2020-06-13）.
69. ↑  . www.mccollcenter.org. 2019-11-23  [2020-06-05]. （原始内容存档于2020-06-13）.
70. ↑  . www.mintmuseum.org. 2019-11-23  [2020-06-08]. （原始内容存档于2019-12-30）.
71. ↑  . www.nascarhall.com. 2019-11-23  [2020-06-08]. （原始内容存档于2020-06-13）.
72. ↑  . www.charlottemuseum.org. 2019-11-23  [2020-06-08]. （原始内容存档于2020-04-20）.
73. ↑  . www.atcharlotte.org. 2019-11-23  [2020-06-08]. （原始内容存档于2020-06-08）.
74. ↑  . www.charlotteballet.org. 2019-11-23  [2020-06-08]. （原始内容存档于2020-06-13）.
75. ↑  . www.imaginon.org. 2019-11-23  [2020-06-08]. （原始内容存档于2020-06-08）.
76. ↑  . www.operacarolina.org. 2019-11-23  [2020-06-08]. （原始内容存档于2020-06-08）.
77. ↑  . www.carolina.renfestinfo.com. 2019-11-25  [2020-06-08]. （原始内容存档于2020-06-13）.
78. ↑  . www.wsoctv.com. 2014-08-29  [2020-06-08]. （原始内容存档于2020-07-30）.
79. ↑  . www.spectrumlocalnews.com. 2018-09-06  [2020-06-08]. （原始内容存档于2020-06-13）.
80. ↑  Giles, Alex. . www.wbtv.com. 2019-06-07  [2020-06-08]. （原始内容存档于2020-06-13）.
81. ↑  . www.mooandbrewfest.com. 2019-11-24  [2020-06-08]. （原始内容存档于2020-06-08）.
82. ↑  . Charlotte Concert Guide. 2019-06-03  [2020-05-12]. （原始内容存档于2020-06-13）.
83. ↑  . www.heroesonline.com.   [2020-05-12]. （原始内容存档于2020-06-13）.
84. ↑  Price, Mark. . www.charlotteobserver.com. 2017-08-25  [2020-06-09]. （原始内容存档于2020-08-22）.
85. ↑  . Charlottezoologicalpark.org.   [2020-06-09]. （原始内容存档于2011-01-31）.
86. ↑  . Charlotte.news14.com.   [2020-06-09]. （原始内容存档于2013-06-29）.
87. ↑  . CharlotteObserver.com. 2013-05-16  [2020-06-09]. （原始内容存档于2014-04-16）.
88. ↑  . CharlotteObserver.com. 2014-02-20  [2020-06-09]. （原始内容存档于2014-02-22）.
89. ↑  . www.profootballhof.com. 2019-11-26  [2020-06-09]. （原始内容存档于2020-06-13）.
90. ↑  . Hornets.com (NBA Media Ventures, LLC). 2014-05-20  [2020-06-09]. （原始内容存档于2020-06-09）.
91. ↑  . www.spectrumcentercharlotte.com. 2019-11-25  [2020-06-09]. （原始内容存档于2019-12-26）.
92. ↑  Newton, David. . www.espn.com. 2018-07-09  [2020-06-09]. （原始内容存档于2020-06-09）.
93. ↑  Spanberg, Erik. . Bizjournals.com. Charlotte Business Journal.   [2020-06-09]. （原始内容存档于2015-05-18）.
94. ↑  . www.hornets30.com. Charlotte Hornets.   [2020-06-09]. （原始内容存档于2020-06-13）.
95. ↑  NBA owners give Bobcats OK to change name to Charlotte Hornets, The Charlotte Observer, 2013年7月19日
96. ↑  . Twitter.   [2020-06-09]. （原始内容存档于2020-08-24）.
97. ↑  Newton, David. . ESPN. 2019-12-17  [2020-06-09]. （原始内容存档于2020-06-13）.
98. ↑  . NJCAA.   [2020-06-15]. （原始内容存档于2019-04-06） （英语）.
99. ↑  . www.bigsouthsports.com. 2019-11-26  [2020-06-15]. （原始内容存档于2020-06-13）.
100. ↑  Bonnell, Rick. . www.charlotteobserver.com. 2017-05-24  [2020-06-15]. （原始内容存档于2020-08-22）.
101. ↑  Scott, David. . www.newsobserver.com. 2016-07-30  [2020-06-15]. （原始内容存档于2020-06-19）.
102. ↑  . WBTV. 2013-12-02  [2020-06-15]. （原始内容存档于2020-06-15）.
103. ↑  Washburn, Mark; Morrill, Jim. . Charlotteobserver.com.   [2020-06-15]. （原始内容存档于2020-09-15）.
104. ↑  WBTV. . Dan Clodfelter selected as mayor of Charlotte. WBTV.   [2020-06-15]. （原始内容存档于2020-06-15）.
105. ↑  . City of Charlotte Government.   [2020-06-15] （英语）.[]
106. ↑  Mueller, Eleanor. . www.politico.com. 2018-07-20  [2020-06-16]. （原始内容存档于2020-06-13）.
107. ↑  . Proximityzone.com.   [2020-06-22]. （原始内容存档于2020-08-22）.
108. ↑  . Charlotte Communities Online. 2009-12-10  [2020-06-22]. （原始内容存档于2016-08-06）.
109. ↑  . （原始内容存档于2007-10-31）.
110. ↑  . Cms.kj12.nc.us.   [2020-06-22]. （原始内容存档于2016-06-02）.
111. ↑  . www.uncc.edu. 2019-11-23  [2020-06-22]. （原始内容存档于2020-06-17）.
112. ↑  . Cpcc.edu.   [2020-06-22]. （原始内容存档于2019-04-29）.
113. ↑  Olson, Elizabeth. . www.nytimes.com. 2017-08-15  [2020-06-22]. （原始内容存档于2020-08-08）.
114. ↑  . Wake Forest University. 2009-05-22  [2020-06-22]. （原始内容存档于2009-06-10）.
115. ↑  .   [2020-06-23]. （原始内容存档于2014-03-04）.
116. ↑  . www.cmlibrary.org. 2019-11-23  [2020-06-23]. （原始内容存档于2020-06-23）.
117. ↑  . cmstory.org Web Site. Public Library of Charlotte and Mecklenburg County.   [2020-06-23]. （原始内容存档于2015-09-25）.
118. ↑  . cmstory.org Web Site. Public Library of Charlotte and Mecklenburg County.   [2020-06-23]. （原始内容存档于2015-09-25）.
119. ↑  . cmstory.org Web Site. Public Library of Charlotte and Mecklenburg County.   [2020-06-23]. （原始内容存档于2015-09-25）.
120. ↑  .   [2020-06-23]. （原始内容存档于2007-10-06）.
121. ↑   (PDF). Medic911.com.   [2020-06-16]. （原始内容 (PDF)存档于2018-05-15）.
122. ↑  . www.charlottenc.gov.   [2020-06-17]. （原始内容存档于2020-06-13）.
123. ↑  . Charmeck.org.   [2020-06-17]. （原始内容存档于2008-06-05）.
124. ↑  ,   [2020-06-22], （原始内容存档于2014-06-06）
125. ↑  . Os.cqpress.com.   [2020-06-22]. （原始内容存档于2010-06-07）.
126. ↑   (PDF).   [2020-06-22]. （原始内容 (PDF)存档于2009-03-26）.
127. ↑  . Wrhi.com. 2013-02-26  [2020-06-24]. （原始内容存档于2020-06-22）.
128. ↑  . Governing.   [2020-06-24]. （原始内容存档于2018-05-11）.
129. ↑  . Walk Score. 2011年  [2020-06-24]. （原始内容存档于2013-04-13）.
130. ↑  . Ncdot.gov.   [2020-06-25]. （原始内容存档于2016-06-21）.
131. ↑   (PDF). Charmeck.org. （原始内容 (PDF)存档于2013-08-16）.
132. ↑  . Charmeck.org.   [2020-06-25]. （原始内容存档于2012-04-25）.

## 书籍
- Graves, William, and Heather A. Smith, eds. Charlotte, NC: The Global Evolution of a New South City  (University of Georgia Press; 2010) 320 pages. Essays that use Charlotte to explore how globalization and local forces combine to transform Southern cities. ISBN 0-8203-3561-4
- Hanchett, Thomas W. Sorting Out the New South City: Race, Class, and Urban Development in Charlotte, 1875–1975. 380 pages. University of North Carolina Press. August 1, 1998. ISBN 0-8078-2376-7.
- Kratt, Mary Norton. Charlotte: Spirit of the New South. 293 pages. John F. Blair, Publisher.  September 1, 1992. ISBN 0-89587-095-9.
- Kratt, Mary Norton and Mary Manning Boyer. Remembering Charlotte: Postcards from a New South City, 1905–1950. 176 pages. University of North Carolina Press.  October 1, 2000. ISBN 0-8078-4871-9.
- Kratt, Mary Norton.  New South Women: Twentieth Century Women of Charlotte, North Carolina. Public Library of Charlotte and Mecklenburg County in Association with John F. Blair, Publisher.  August 1, 2001. ISBN 0-89587-250-1.